# Raffaello Sanzio
|  | «Rafael» redirigeix aquí. Vegeu-ne altres significats a «Rafael (desambiguació)». |

|  | «Raffaello» redirigeix aquí. Vegeu-ne altres significats a «mòdul logístic multipropòsit Raffaello». |

Raffaello Sanzio, Rafael d'Urbino, o simplement Rafael, (Urbino, actual Itàlia, 6 d'abril del 1483 – Roma, 6 d'abril del 1520), fou un pintor i arquitecte italià de l'alt Renaixement. És cèlebre per la perfecció i gràcia de les seues pintures i dibuixos. Juntament amb Miquel Àngel i Leonardo da Vinci, forma la paradigmàtica “trinitat” de grans mestres del període.
Va morir el dia en què feia els trenta-set anys, i va nàixer i va morir en Divendres Sant. Malgrat la seua mort prematura, va ser immensament productiu, creant una inusual gran col·lecció de pintures. Encara es conserva una gran part de la seua obra, sobretot als Museus Vaticans. Aquests alberguen les Estances de Rafael, que foren el treball central i alhora més gran de la seua carrera, i restaren sense acabar a causa de la seua mort.
Després dels seus anys de joventut a Roma, gran part de la seua obra, tot i haver estat dissenyada per ell, va ser executada pel seu taller, amb una considerable pèrdua de qualitat. Va exercir una gran influència en la seua època, tot i que fora de Roma la seua obra va ser coneguda sobretot per la producció que en van fer els tallers de gravat que col·laboraven amb ell. Després de la seua mort, la influència del seu principal rival, Miquel Àngel, va ser més intensa fins als segles xviii i xix, quan les qualitats més serenes i harmonioses de Rafael van ser considerades de nou com un model superior.
La seua carrera es divideix de manera natural en tres fases i tres estils, descrits inicialment per Giorgio Vasari: els seus primers anys a Úmbria; el període posterior de quatre anys a Florència (1504-1508), on va absorbir les tradicions artístiques de la ciutat; i finalment el seu darrer i triomfal període de dotze anys a Roma, treballant per als papes i llur cort.

## Biografia

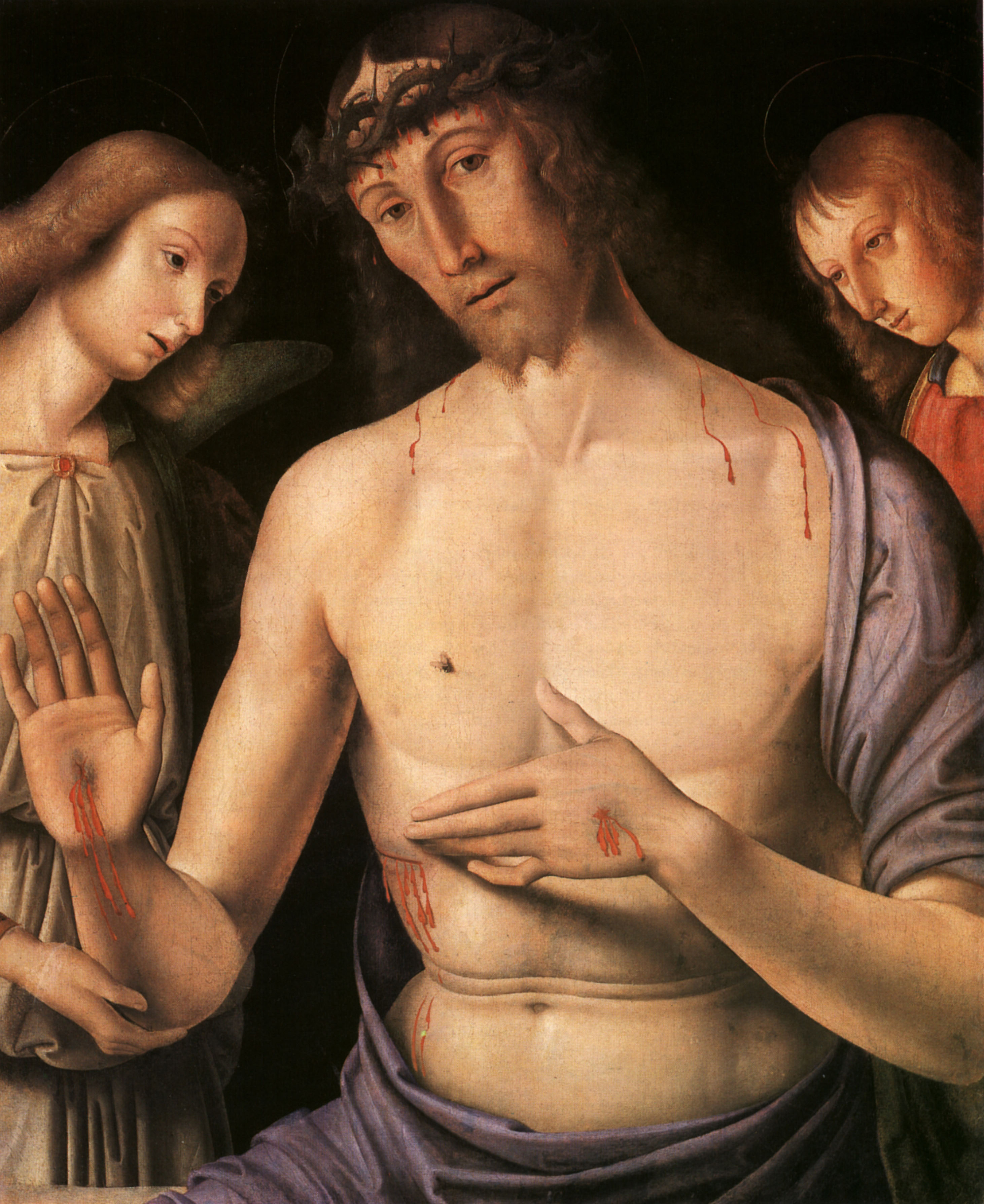
Giovanni Santi, pare de Rafael; Crist subjectat per dos àngels, c.1490

Rafael va nàixer a Urbino, petita ciutat de la Itàlia central, a la regió de les Marques, però important del punt de vista artístic, on son pare, Giovanni Santi, era pintor de la cort del duc. La reputació de la cort havia estat establerta per Federico da Montefeltro, un reeixidíssim condottiere que havia estat nomenat duc d'Urbino pel papa Sixt IV —Urbino formava part dels Estats Pontificis— i que va morir l'any anterior al naixement de Rafael. Els interessos de la cort de Federico eren més aviat literaris que no artístics, però Giovanni Santi era poeta, a més de pintor, i havia escrit una crònica rimada de la vida de Federico i escrivia i feia els decorats de les mascarades per a l'entreteniment de la cort. El seu poema a Federico el mostra com a gran coneixedor dels principals pintors del nord d'Itàlia, així com dels primitius flamencs. En la petita cort d'Urbino, Giovanni va ser integrat al cercle íntim de la família en un grau superior al que era habitual en altres corts italianes.
A Federico, el va succeir son fill Guidobaldo da Montefeltro, que es va casar amb Elisabetta Gonzaga, filla del cabdill de Màntua, la més brillant entre les petites corts italianes pel que feia a la seua vida musical i artística. Sota el seu govern, la cort va continuar sent un important centre de cultura literària. Créixer al si d'aquesta petita cort va donar a Rafael l'oportunitat d'aprendre les maneres polides i les habilitats socials tan lloades en ell per Vasari. La vida cortesana d'Urbino en aquesta època seria poc després considerada per Baldassare Castiglione, en la seua obra El llibre del cortesà (1528), com a model de virtuts d'una cort humanista italiana. Castiglione es va instal·lar a Urbino l'any 1504, quan Rafael ja no hi residia, tot i que visitava sovint la ciutat, i van esdevenir grans amics. Altres visitants habituals de la cort també esdevindrien amics seus: Pietro Bibbiena i Pietro Bembo, ambdós després nomenats cardenals, eren coneguts llavors com a bons escriptors i viurien a Roma mentre Rafael també hi va residir. Rafael es va moure amb comoditat en les altes esferes socials durant tota la seua vida, cosa que ha estat un dels factors que han contribuït a fer una falsa impressió d'una carrera artística fàcil. No obstant això, no va rebre una completa educació humanística; per tant, no se sap amb claredat si llegia fàcilment en llatí.

### Joventut

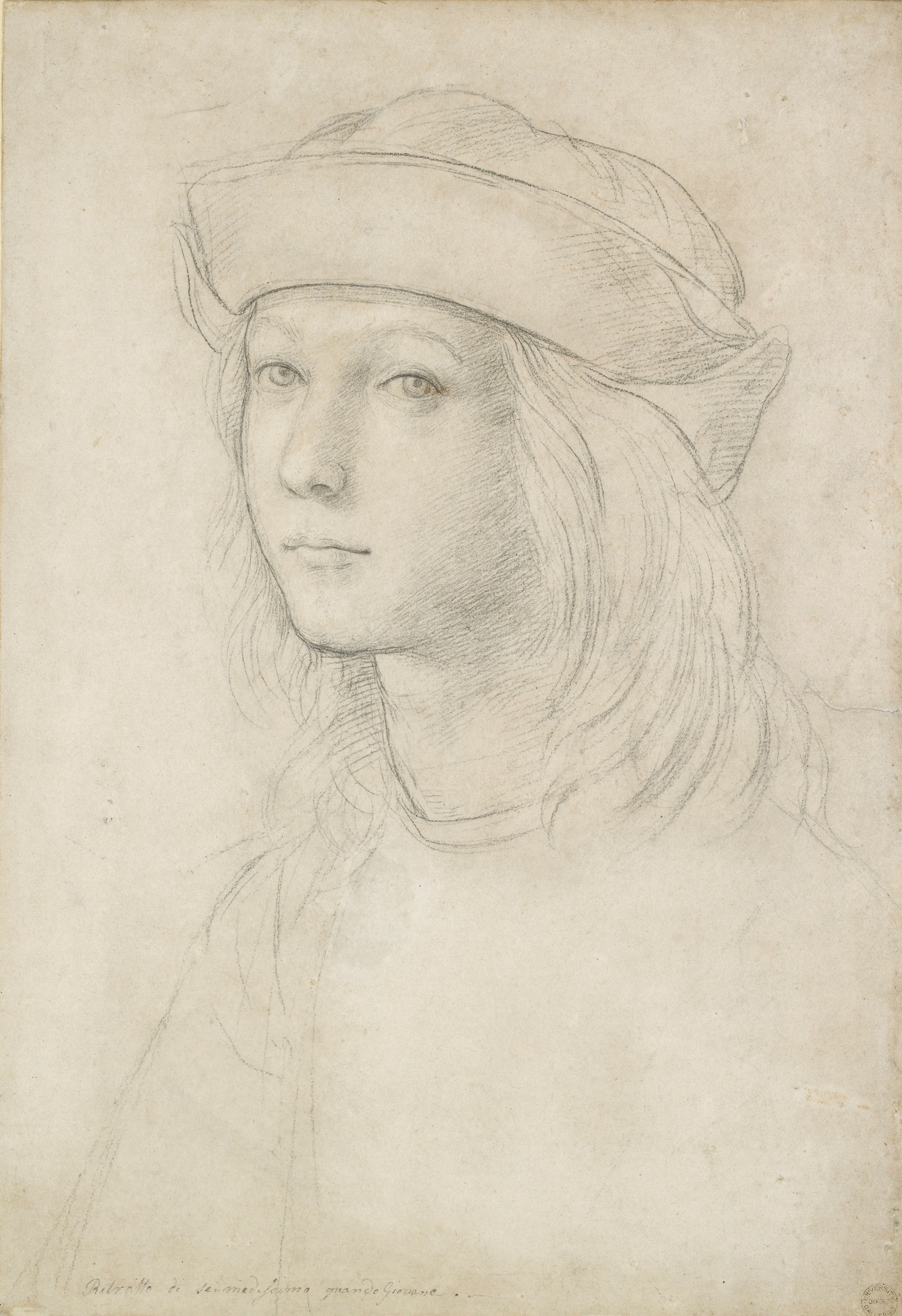
Probable autoretrat de Rafael adolescent

Va nàixer a Urbino (Itàlia), fill d'un pintor de la localitat. L'any 1491, va morir sa mare, Màgia, i l'1 d'agost del 1494 son pare (que s'havia tornat a casar). Amb onze anys, orfe de pare i mare, va restar sota la custòdia legal d'un oncle seu anomenat Bartolomeo, sacerdot, que va iniciar un litigi amb la madrastra del noi. No obstant això, probablement va continuar vivint amb la madrastra quan no treballava com a aprenent amb un mestre. Ja havia donat mostra del seu talent, segons Giorgio Vasari, que conta que Rafael havia estat «un gran ajut per a son pare». Un brillant dibuix autoretrat de la seua adolescència mostra el seu precoç talent. El taller de son pare va continuar i, probablement en companyia de la seua madrastra, Rafael va jugar un rellevant paper en la seua gestió des de ben curta edat. A Urbino, va tenir l'oportunitat de conèixer l'obra de Paolo Uccello, el precedent pintor de la cort († 1475), i de Luca Signorelli, que fins a l'any 1498 va residir i treballar en la pròxima Città di Castello.
Segons Vasari, son pare el va col·locar al taller del mestre d'Umbria Pietro Perugino com a aprenent, «malgrat les llàgrimes de sa mare». L'evidència d'un període d'aprenentatge ve només de Vasari i d'una altra font, i ha estat discutida —sa mare morí quan ell tenia huit anys, que és massa prompte per a començar l'aprenentatge. Una teoria alternativa és que va rebre algun ensinistrament de Timoteo Viti, que era pintor de la cort d'Urbino des del 1495. Però els historiadors moderns estan d'acord en el fet que Rafael va treballar almenys com a ajudant de Perugino des del voltant del 1500; la influència de Perugino en les primeres obres de Rafael és molt evident: «probablement, cap altre deixeble de talent no ha absorbit mai els ensenyaments del seu mestre com ho va fer Rafael», segons Wölfflin. Vasari escriu que, pel que fa a aquest període, era impossible distingir les obres dels dos artistes, però molts historiadors d'art moderns afirmen haver detectat les parts que Rafael va pintar com a ajudant en obres de Perugino o del seu taller. A banda de la similitud estilística, les seues tècniques també eren molt similars, per exemple en la densa aplicació de la pintura, amb l'ús d'un medi a base de vernís, en les ombres i els guarniments obscurs; però amb una aplicació més lleugera per a les parts de carn. Un excés de reïna en el vernís ha causat sovint clivells en àrees de les pintures d'ambdós mestres. El taller de Perugino era actiu tant a Perusa com a Florència, potser amb dues sucursals permanents. Hom considera que, l'any 1501, Rafael era un mestre de ple dret, completament format.
La seua primera obra documentada va ser el Retaule Baronci per a l'església de Sant Nicolau de Tolentino a Città di Castello, una ciutat a mitjan camí entre Perugia i Urbino. Evangelista da Pian di Meleto, que havia treballat per a son pare, va compartir l'encàrrec. La comanda data del 1500 i va ser acabada el 1501; hui dia només en resten algunes porcions i un esbós preparatori. Durant els anys següents, hi va pintar obres per a altres esglésies, incloent-hi la Crucifixió Mond (al voltant del 1503) i Les esposalles de la Verge de la Pinacoteca di Brera, així com obres per a Perugia, com ara el Retaule Oddi. Probablement, també va visitar Florència en aquesta època. Es tracta d'obres grans, algunes d'aquestes al fresc, en les quals Rafael limita la composició a l'estàtic estil de Perugino. En aquests anys, també va pintar moltes petites i exquisides pintures de cavallet, la major part probablement per a amants de la pintura de la cort d'Urbino, com ara Les tres Gràcies o un Sant Miquel, i comença a pintar Mares de Déu i infant i retrats. L'any 1502, va anar a Siena per invitació d'altre deixeble de Perugino, Pinturicchio, «en ser amic de Rafael i coneixedor de la seua capacitat com a artista de la més elevada qualitat», perquè l'ajudés amb els cartons, i ben probablement amb els dibuixos, per a una sèrie de frescos de la Biblioteca Piccolomini de la catedral de Siena. És ben evident que, en aquesta etapa primerenca de la seua carrera, ja era un artista molt sol·licitat.

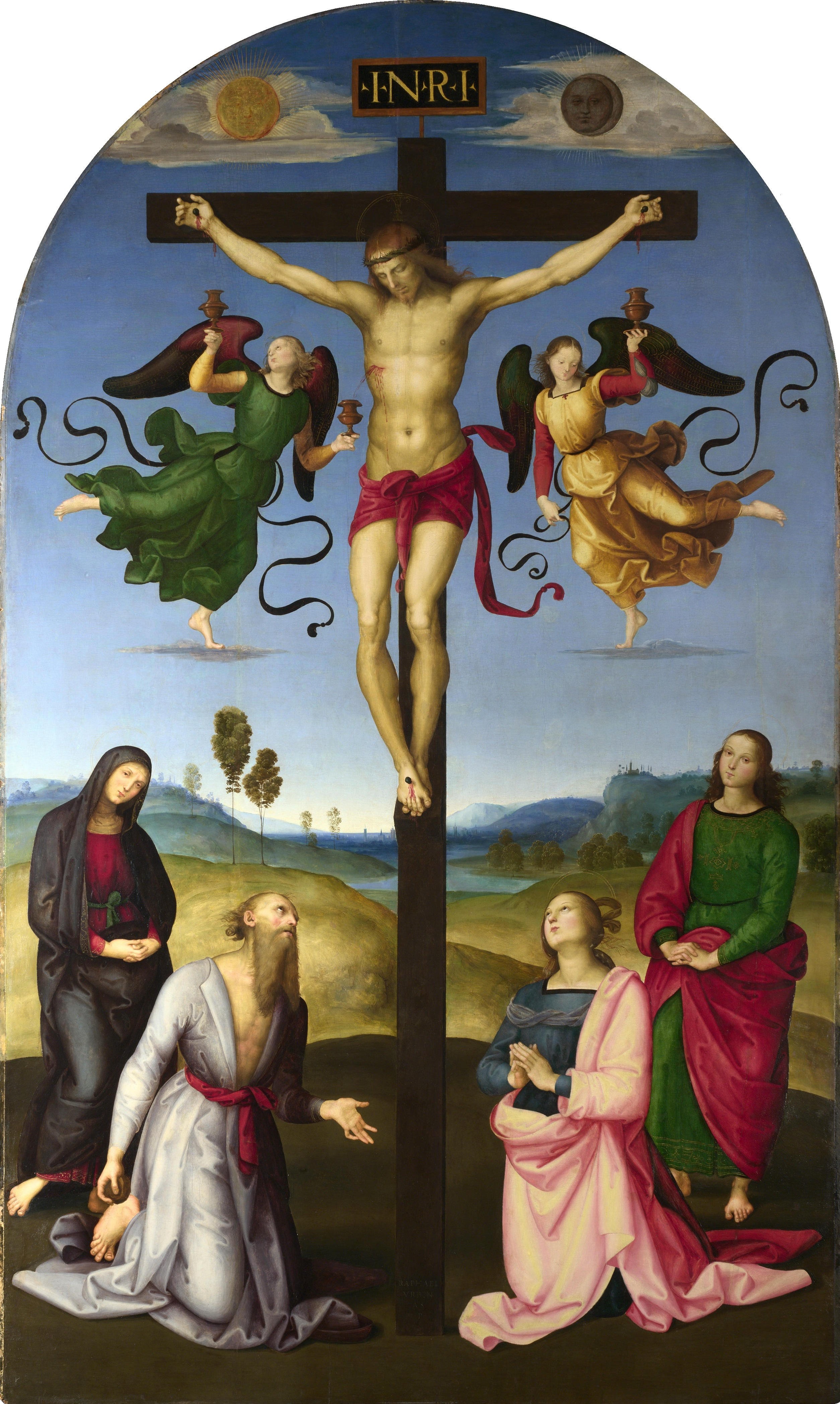
la Crucifixió Mond, 1502-3, molt en l'estil de Perugino
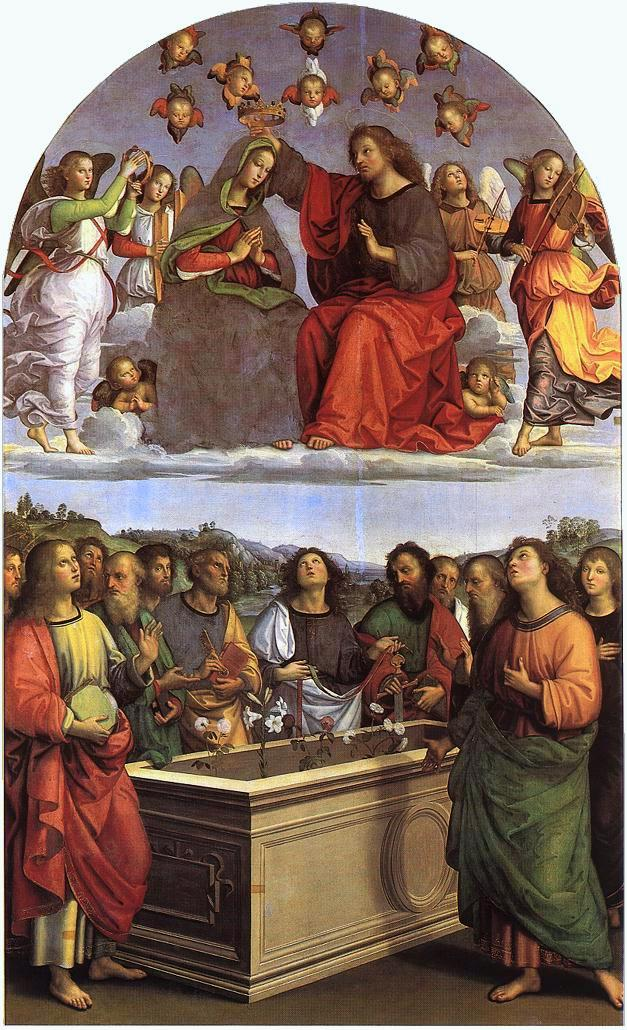
La Coronació de la Mare de Déu 1502-3
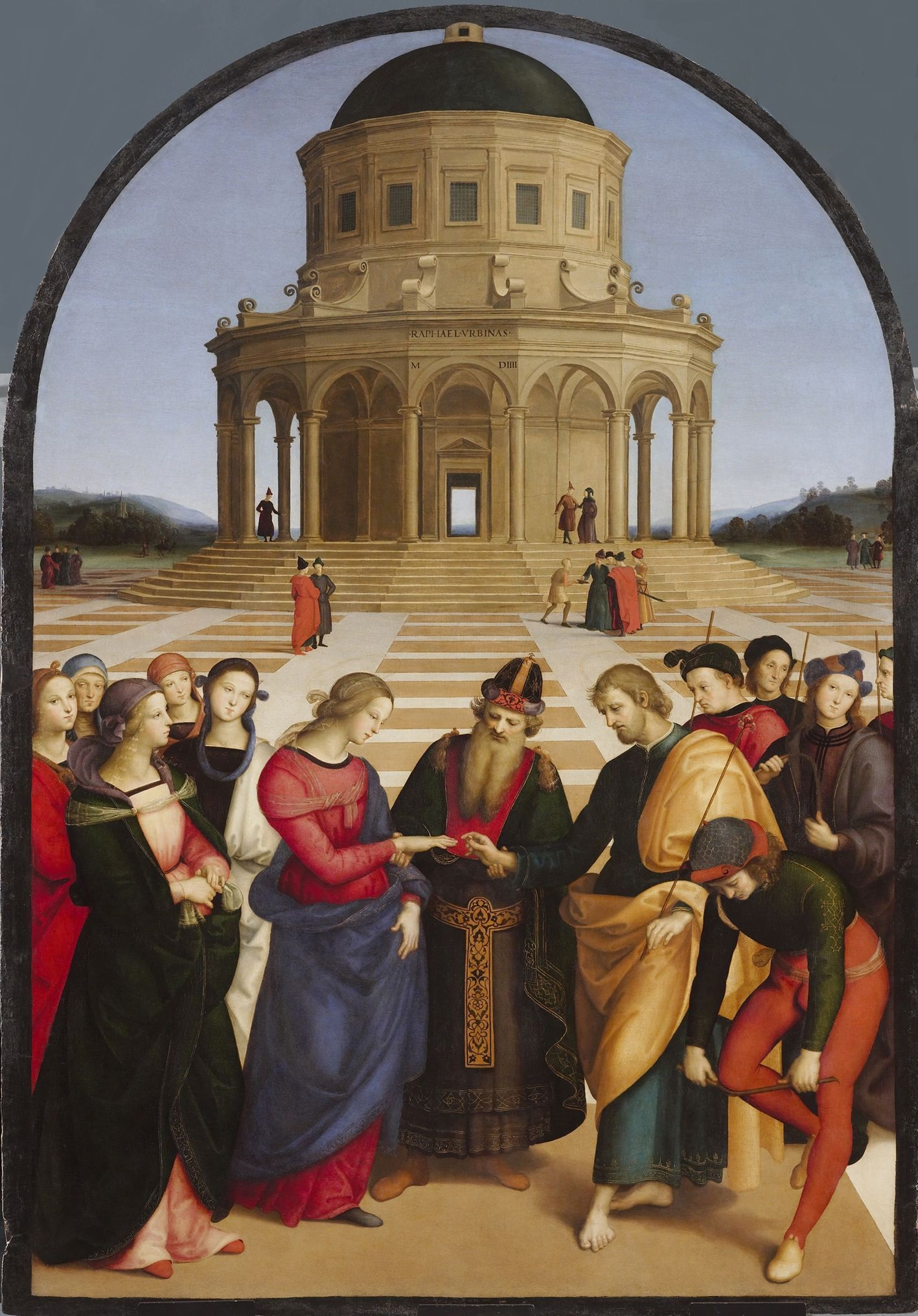
les Esposalles de la Verge, el retaule més sofisticat d'aquest període de l'artista
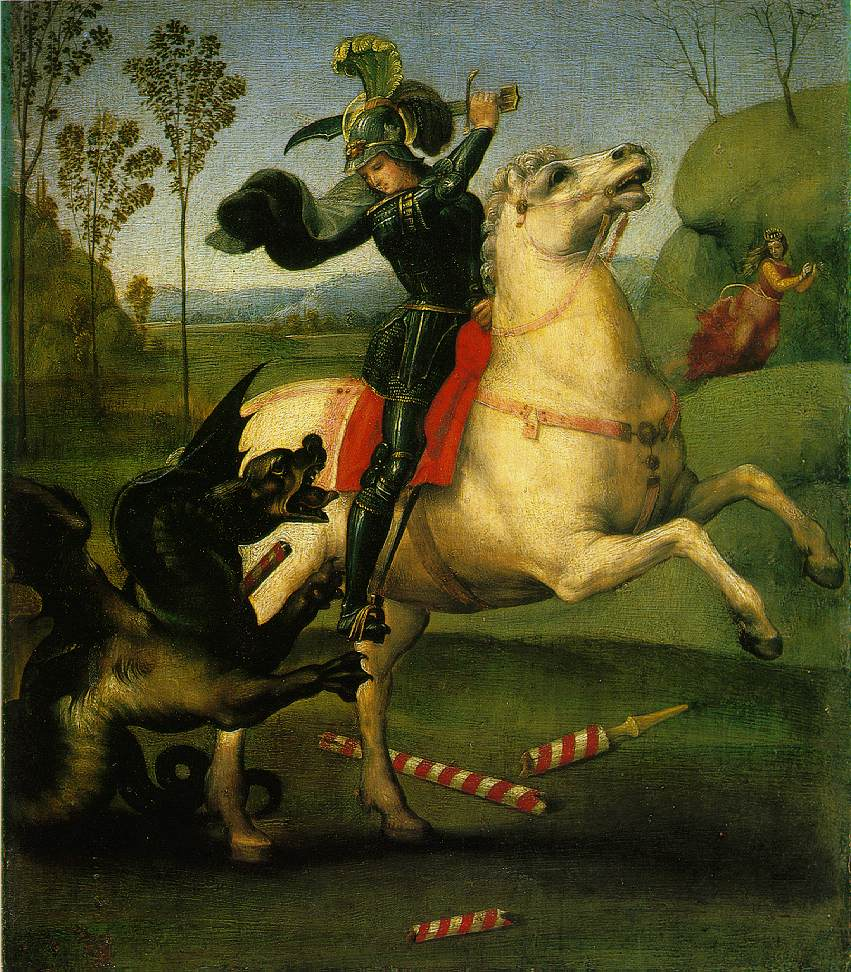
Sant Jordi i el drac, una petita obra (29 x 21 cm) per a la cort d'Urbino

### Influència de Florència

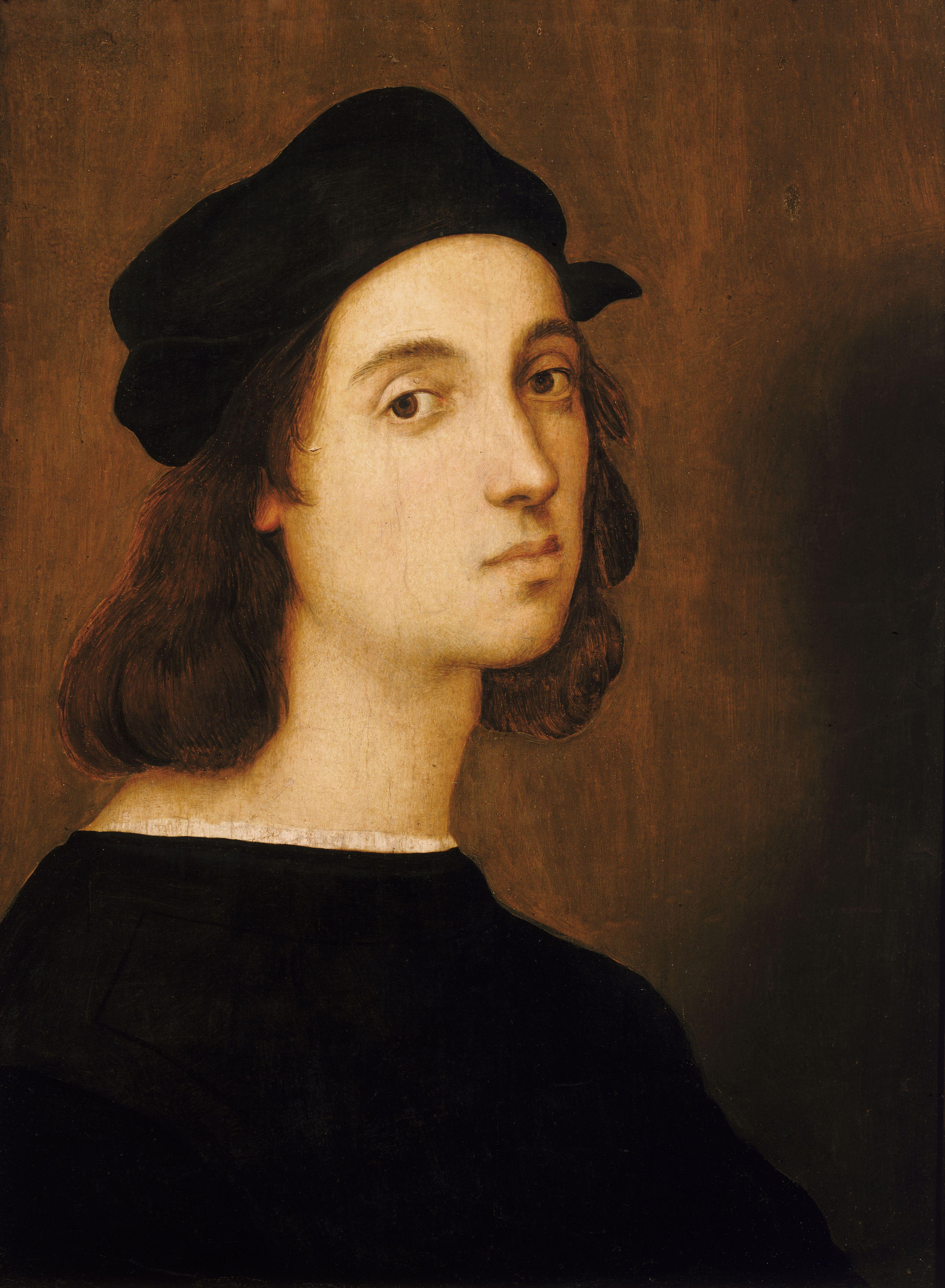
Retrat de Rafael, probablement «una adaptació posterior d'un paregut en què tots coincidien», el de L'escola d'Atenes, atestat per Vasari

Rafael va dur una vida de «nòmada», treballant per diferents llocs del nord d'Itàlia, però passant una bona part del seu temps a Florència, potser des de l'any 1504. Així, tot i que es parla del «període florentí» de Rafael entre 1504 i 1508, cal dir que mai no hi va residir de manera contínua. En qualsevol cas, potser de tant en tant, havia de visitar la ciutat per a proveir-se de materials. Hi ha una lletra de recomanació de Rafael, datada l'octubre del 1504, de la mare del següent duc d'Urbino al Gonfaloniere de Florència: «El portador d'aquesta és Rafael, pintor d'Urbino, que, havent estat molt ben dotat per a aquesta professió, ha determinat passar algun temps a Florència per fer-hi estudis. Son pare va ser molt honest i jo me l'estimava molt, i el fill és un jove sensible i polit; tant per una cosa com per l'altra, li tinc gran afecte…»
Com anteriorment amb Perugino i d'altres, Rafael va ser capaç d'assimilar la influència de l'art florentí, tot respectant l'evolució del seu propi estil. Els frescos que va fer a Perugia al voltant del 1505 mostren una nova qualitat monumental en les figures, que podria palesar la influència de Fra Bartolomeo, de qui Vasari diu que va ser amic. Però la influència més punyent en este període va ser la de Leonardo da Vinci, que va tornar a la ciutat entre 1500 i 1506. Les figures de Rafael comencen a prendre posicions més complexes i dinàmiques, i tot i que encara els temes són majoritàriament reposats va començar a fer esbossos d'homes nus lluitant, una de les seues obsessions d'aquest període florentí. Un altre dibuix és el retrat d'una dona jove, en què emprà la composició piramidal en tres quarts de la recent Mona Lisa, però amb una aparença completament rafaelesca. Una altra de les invencions compositives de Leonardo, la piramidal Sagrada Família, es va repetir en una sèrie d'obres que es consideren entre les seues més famoses pintures de cavallet. A la Royal Collection, hi ha un dibuix de Rafael de l'obra perduda de Leonardo Leda i el cigne, del qual va prendre la postura en contrapposto per a la seua Santa Caterina d'Alexandria. També va perfeccionar la seua pròpia versió de l'esfumat de Leonardo, per a donar més subtilitat a la representació de la carn, i va desenvolupar l'intercanvi d'esguards entre els grups, tot i que molt menys enigmàtics que els aconseguits per Leonardo. A més, va saber conservar en les seues obres la suau i clara llum de Perugino. A la Mare de Déu del prat, pintura del període florentí de Rafael Sanzio, presenta una composició triangular gràcies a la posició dels tres cossos. La pintura, inscrita en el Cinquecento, reflecteix la influència leonardiana en el sfumato i el joc de clarobscur del terreny i del fons.
Leonardo era poc menys d'una trentena d'anys major que Rafael, però Miquel Àngel, que en esta època residia a Roma, era només huit anys major. Miquel Àngel ja detestava Leonardo, i a Roma va començar a detestar Rafael fins i tot més encara, atribuint-li conspiracions contra ell. Rafael degué conèixer les seues obres a Florència, però les seues obres més originals d'aquesta època apunten en una direcció molt diferent. Al seu Davallament de Crist situa, al mode clàssic dels sarcòfags, totes les figures al davant, en un arranjament complex i no del tot reeixit. Wöllflin detecta la influència de la Mare de Déu de Miquel Àngel al Tondo Doni en la figura agenollada de la dreta, però la resta de la composició s'allunya molt del seu estil, o del de Leonardo. Tot i que va ser una obra molt considerada en la seua època, i molt de temps després retirada a la força de Perugia pels Borghese, es tracta d'una obra aïllada en la producció de Rafael. El seu classicisme prendria després una direcció menys «literal».

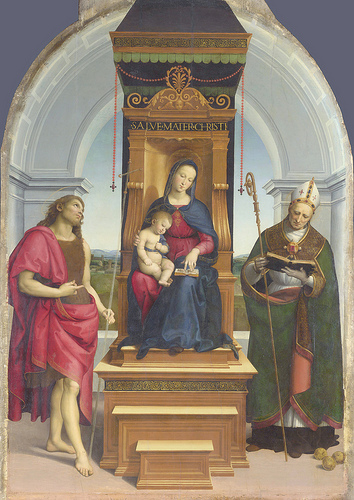
Retaule Ansidei, ca. 1505, al poc d'independitzar-se de Perugino
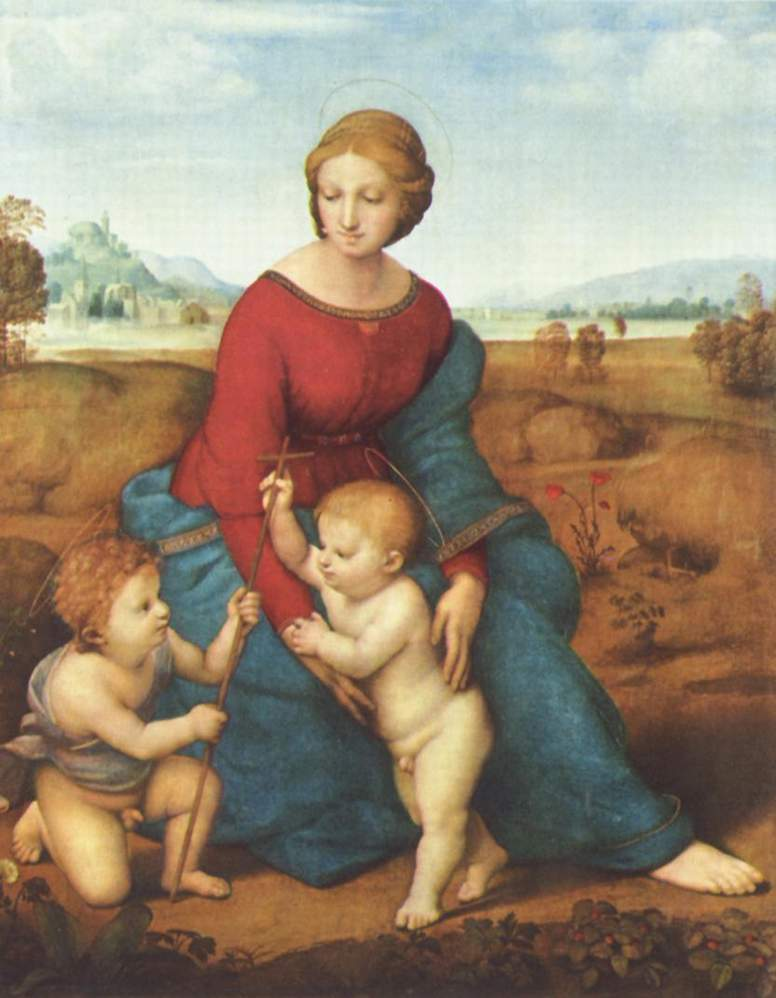
Mare de Déu del prat, ca. 1506, en què empra la composició piramidal que Leonardo va inventar per als temes relacionats amb la Sagrada Família
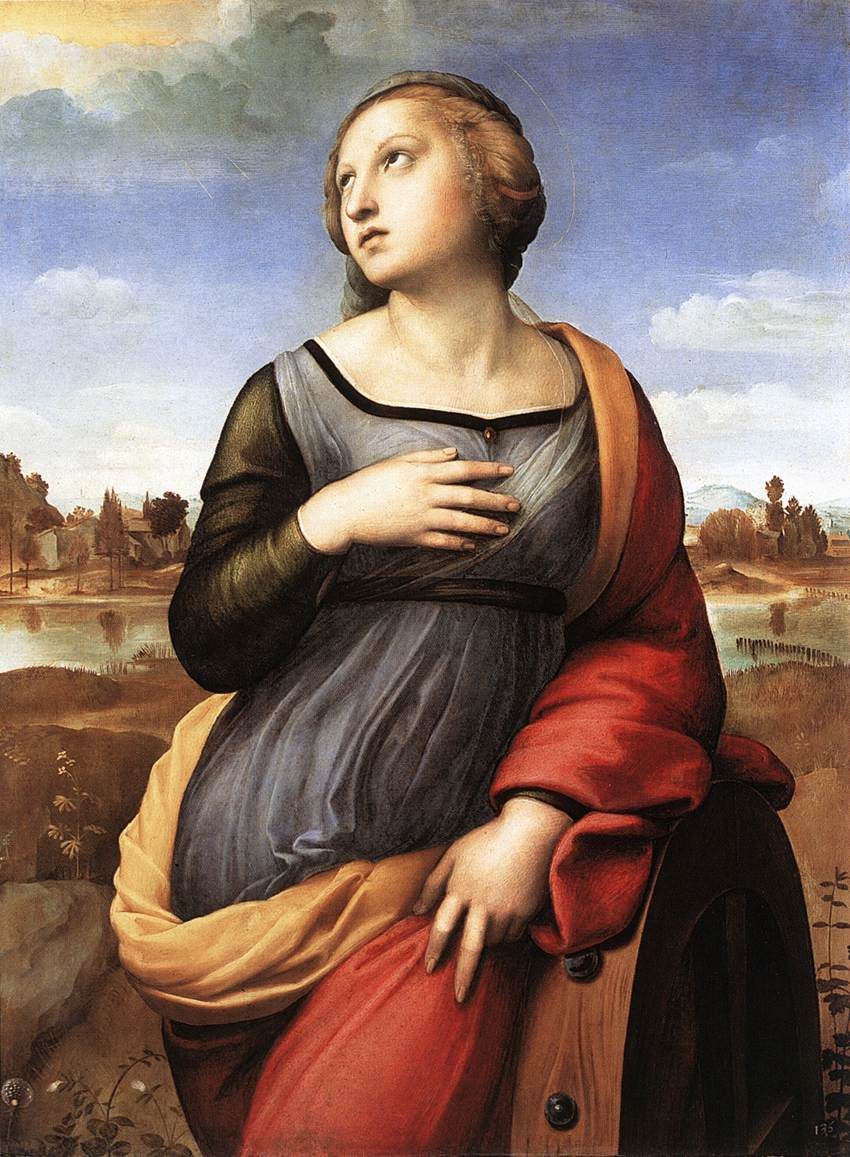
Santa Caterina d'Alexandria, 1507, en què empra la mateixa posa que la Leda de Leonardo
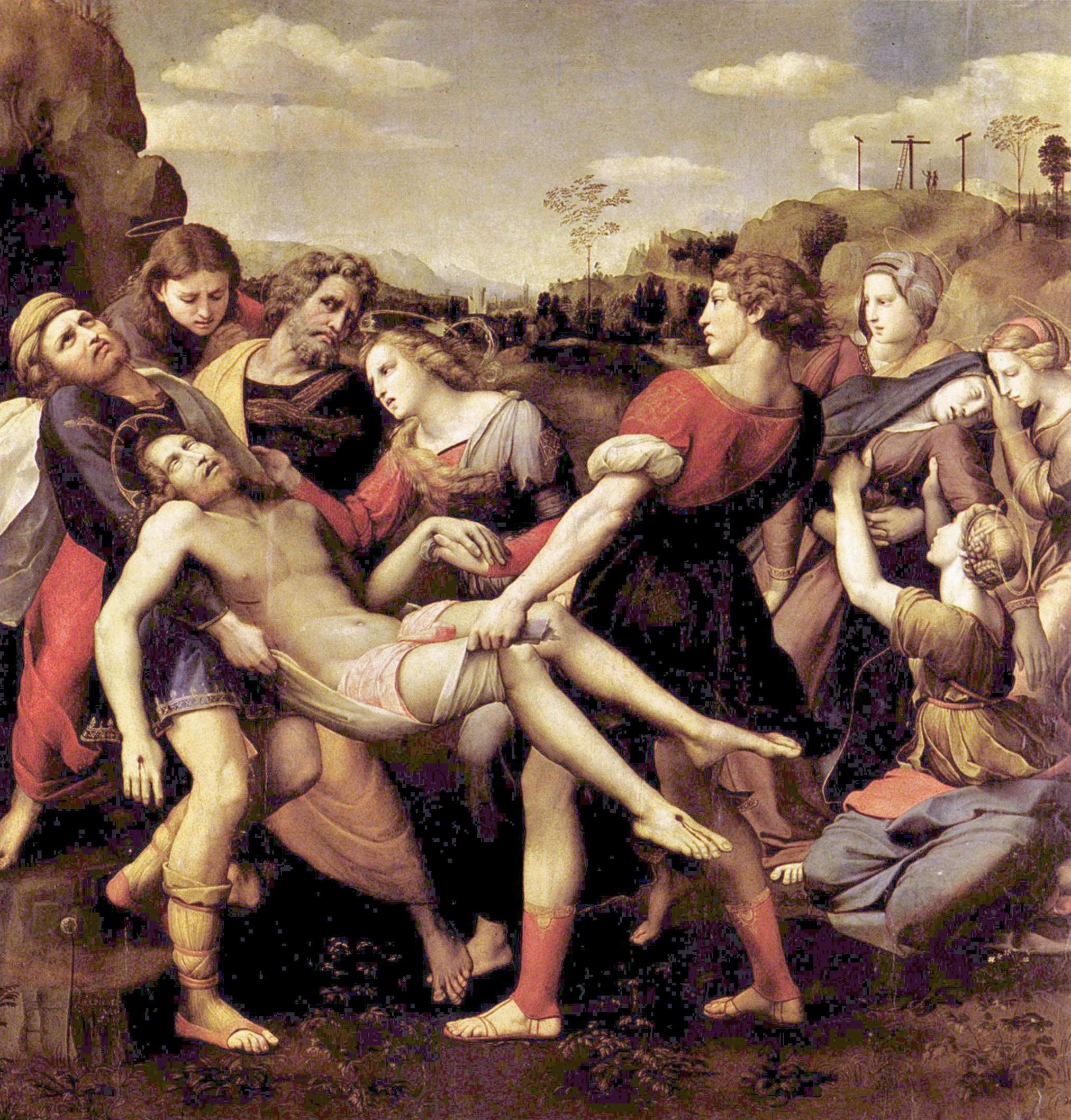
Davallament de Crist, 1507.

## Període romà

### Les «Estances» vaticanes
A final del 1508 es traslladà a Roma, on va entrar al servei del papa Juli II, potser per suggeriment del seu arquitecte Donato Bramante, que llavors treballava a la basílica de Sant Pere, era natural d'Urbino i estava lleugerament relacionat amb Rafael. A diferència de Miquel Àngel, que va estar vagarejant uns mesos per Roma abans de rebre els primers encàrrecs, Rafael va rebre immediatament l'encàrrec de Juli II de decorar al fresc la que hauria de ser la seua biblioteca privada al Vaticà. Aquest era un encàrrec molt més important i vast que els que havia rebut fins ara, perquè només havia fet un retaule a Florència. Hi havia altres artistes amb els seus equips treballant en diferents cambres, molts d'ells pintant sobre obres encarregades per l'odiat predecessor de Juli II, el papa Alexandre VI, les contribucions del qual, així com els seus escuts d'armes, Juli II havia decidit esborrar del palau. Entre ells, Miquel Àngel va rebre l'encàrrec de pintar la volta de la capella Sixtina.

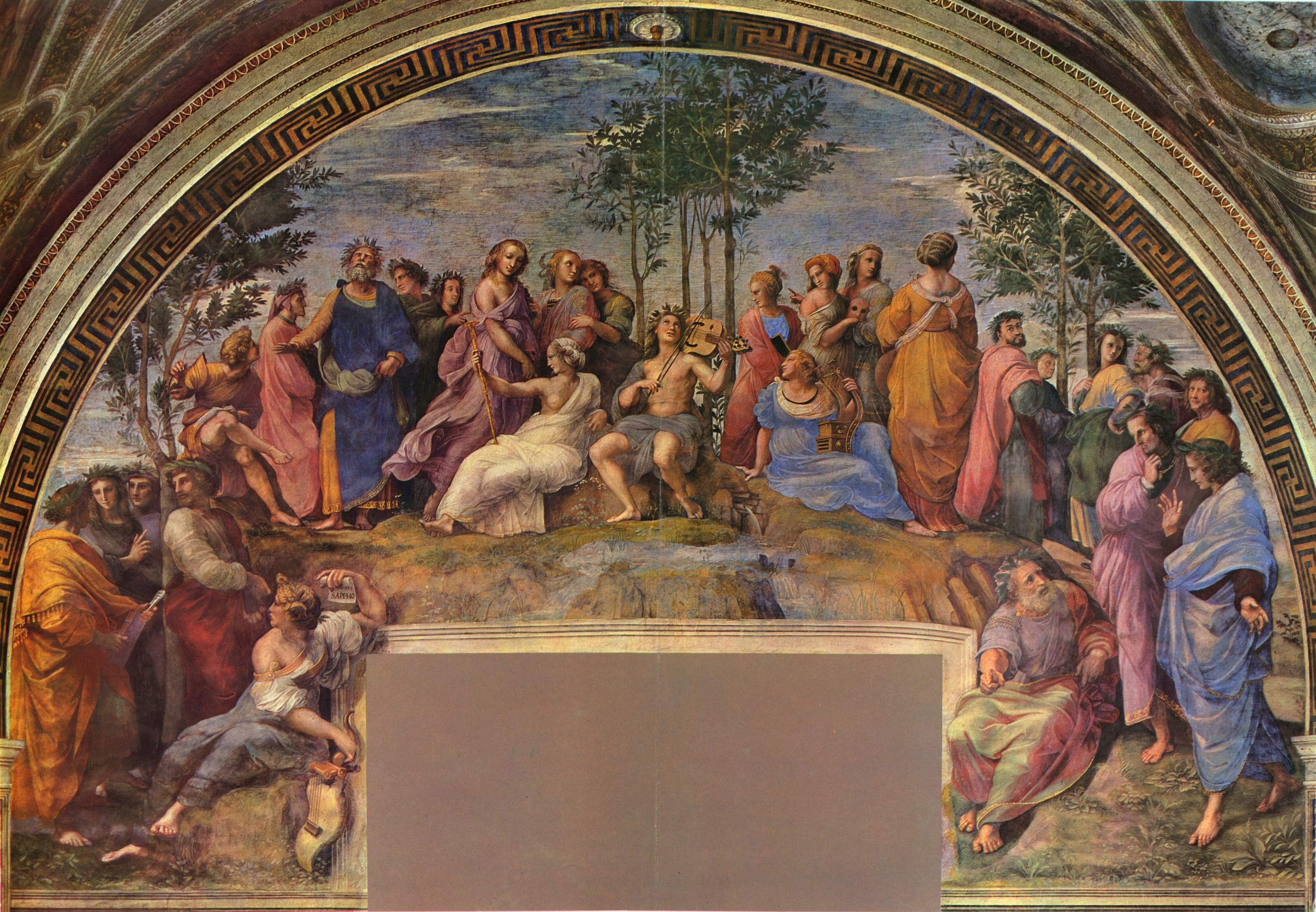
El Parnàs, 1511, Stanza della Segnatura

La primera de les cèlebres «Stanze» o «Estances de Rafael» que va pintar, hui en dia coneguda com la Stanza della Segnatura per l'ús que tenia en temps de Vasari, hauria de produir un impacte extraordinari en l'art romà, i continua sent considerada l'obra mestra del pintor, perquè conté L'escola d'Atenes, El Parnàs i la Disputa. Aleshores, li van ser encarregades noves cambres, desplaçant en la feina altres artistes, com ara Perugino i Signorelli. Va acabar tres estances, totes amb pintures als murs i sovint també al sostre, però de manera creixent va deixar la tasca de pintar els seus detallats dibuixos al nombrós i hàbil equip del taller que havia format. Aquest equip, després de la mort del mestre, va afegir una quarta estança, que probablement només inclou alguns elements originalment dissenyats per Rafael. La mort de Juli l'any 1513 no va interrompre l'obra, i amb el seu successor, el papa Mèdici Lleó X, Rafael va travar una pròxima relació, de manera que va continuar rebent-ne encàrrecs. L'amic de Rafael, el cardenal Bibbiena, era un dels vells tutors de Lleó X, i un pròxim amic i conseller.
És evident que Rafael es va deixar influir pel fresc del sostre de la Capella Sixtina de Miquel Àngel. Vasari diu que Bramante l'hi va introduir en secret, i la bastida corresponent a la primera secció acabada va ser retirada l'any 1511. La reacció de la resta d'artistes enfront de la superior força expressiva de Miquel Àngel va ser la qüestió dominant de l'art italià en les dues dècades posteriors, i Rafael, que ja aleshores havia demostrat talent en l'absorció d'altres influències al si del seu propi estil, va acceptar-ne el repte potser millor que qualsevol altre artista. Un dels primers i més clars exemples va ser el retrat del mateix Miquel Àngel com a Heràclit en L'escola d'Atenes, que sembla tret directament de les Sibil·les i els ignudi del sostre de la Capella Sixtina. Altres figures d'aquesta i d'altres pintures posteriors a les estances palesen la mateixa influència, però encara més embegudes en l'estil personal de l'artista. Miquel Àngel va acusar Rafael de plagi i, uns anys abans de la mort de Rafael, es queixava en una carta que «tot el que sap sobre art ho ha aprés de mi», tot i que en altres ocasions s'hi va mostrar més generós.
Aquestes grandíssimes i complexíssimes composicions poden ser considerades entre les obres supremes del Renaixement. Proporcionen una visió extremadament idealitzada dels subjectes representats, i les composicions, tot i que ja ben acuradament concebudes en dibuix, atenyen «sprezzatura», un terme inventat pel seu amic Castiglione, que el definia com «una certa indiferència que impregna tota l'obra i que ens fa pensar o dir que ha fluït sense cap esforç». Segons Michael Levey, «Rafael dona a les seues [figures] una gràcia i claredat sobrehumanes en un univers de certeses euclidianes». La pintura és gairebé completament de la major qualitat en les dues primeres estances, però les darreres composicions, especialment les que contenen acció de caràcter dramàtic, no són completament reeixides pel que fa a la concepció, com tampoc pel que fa a l'execució per part del taller de l'artista.

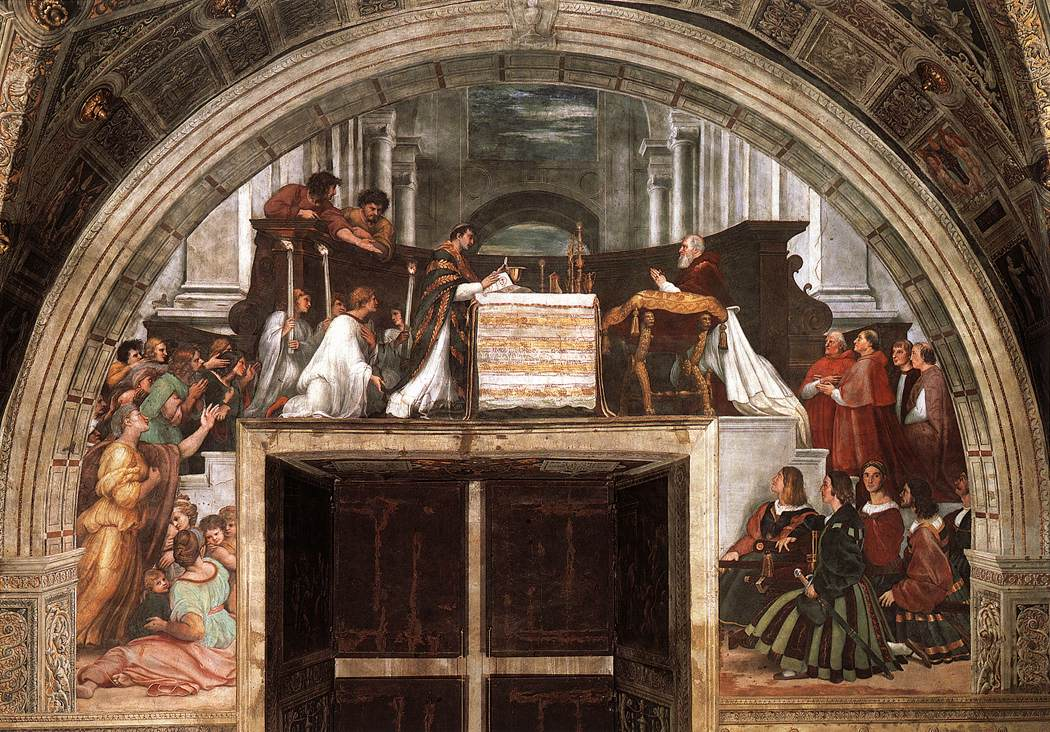
La missa de Bolsena, 1514, Stanza di Eliodoro
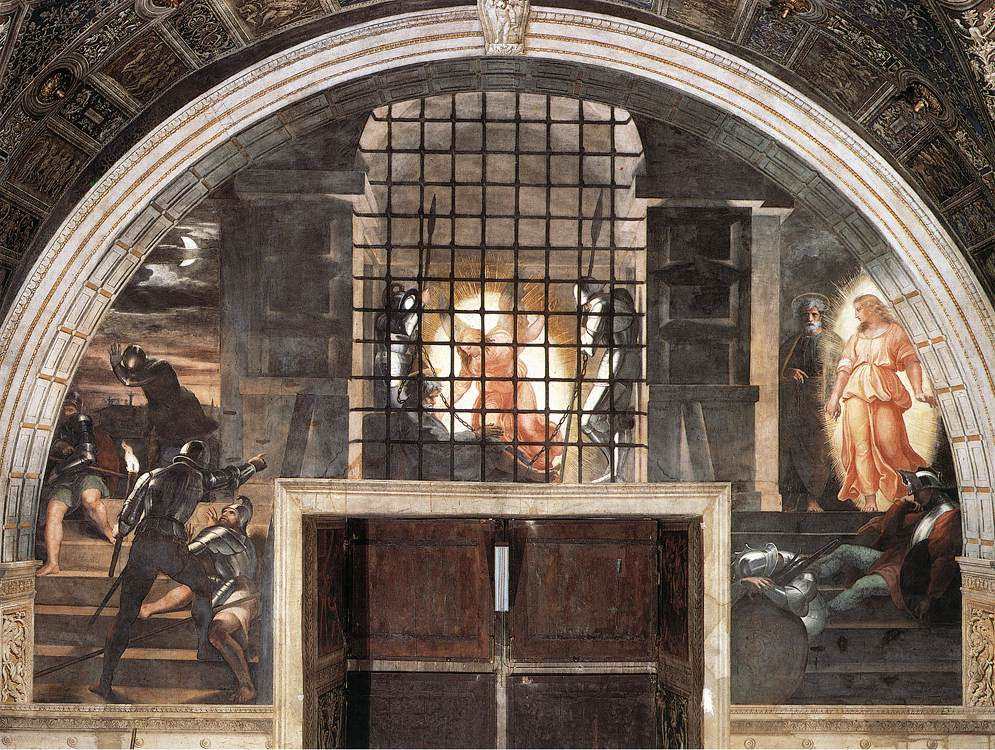
L'alliberament de sant Pere, 1514, Stanza di Eliodoro
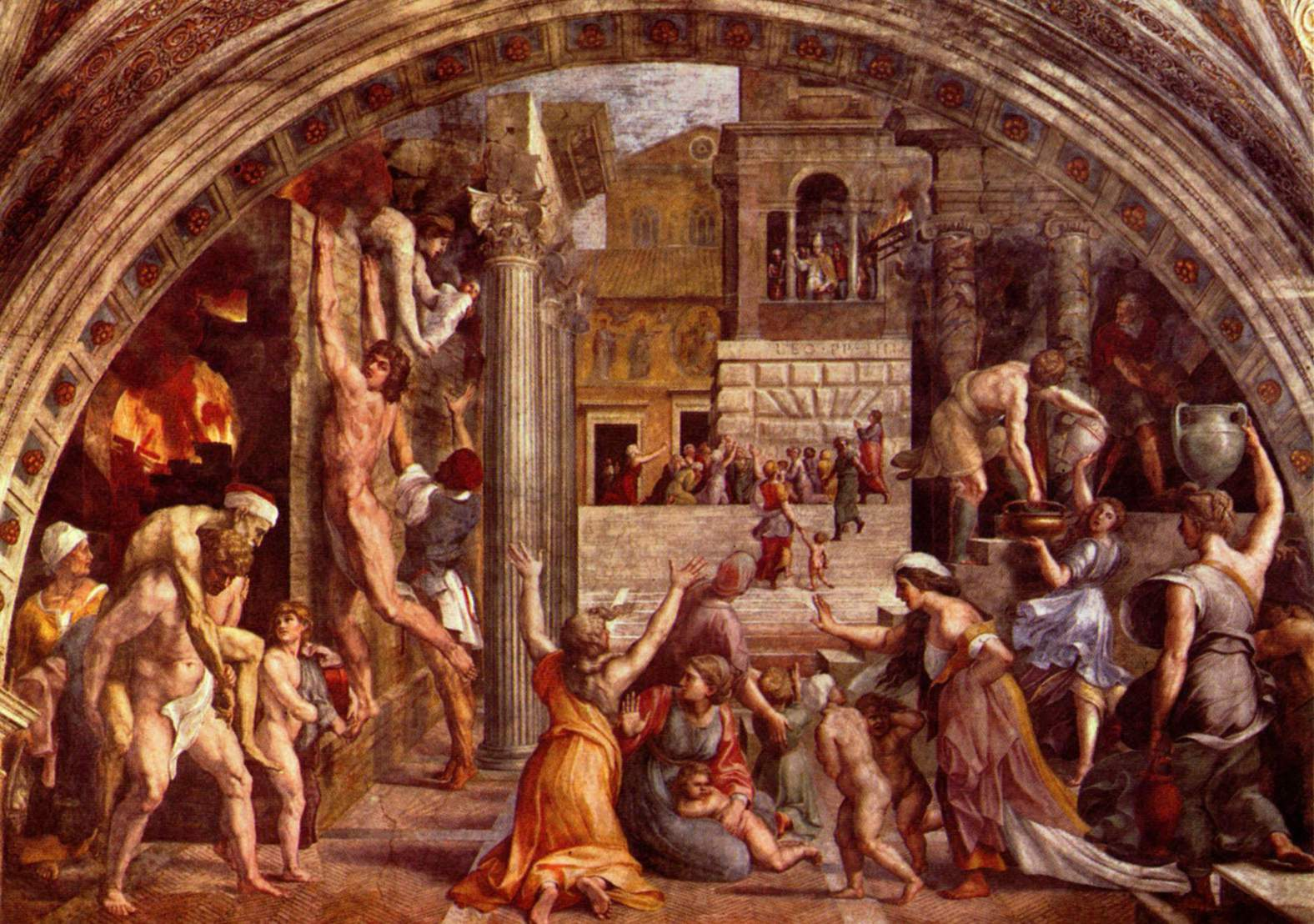
L'incendi del Borgo, 1514, Stanza dell'incendio del Borgo, pintada pel taller de Rafael sobre un disseny de l'artista

### Altres projectes

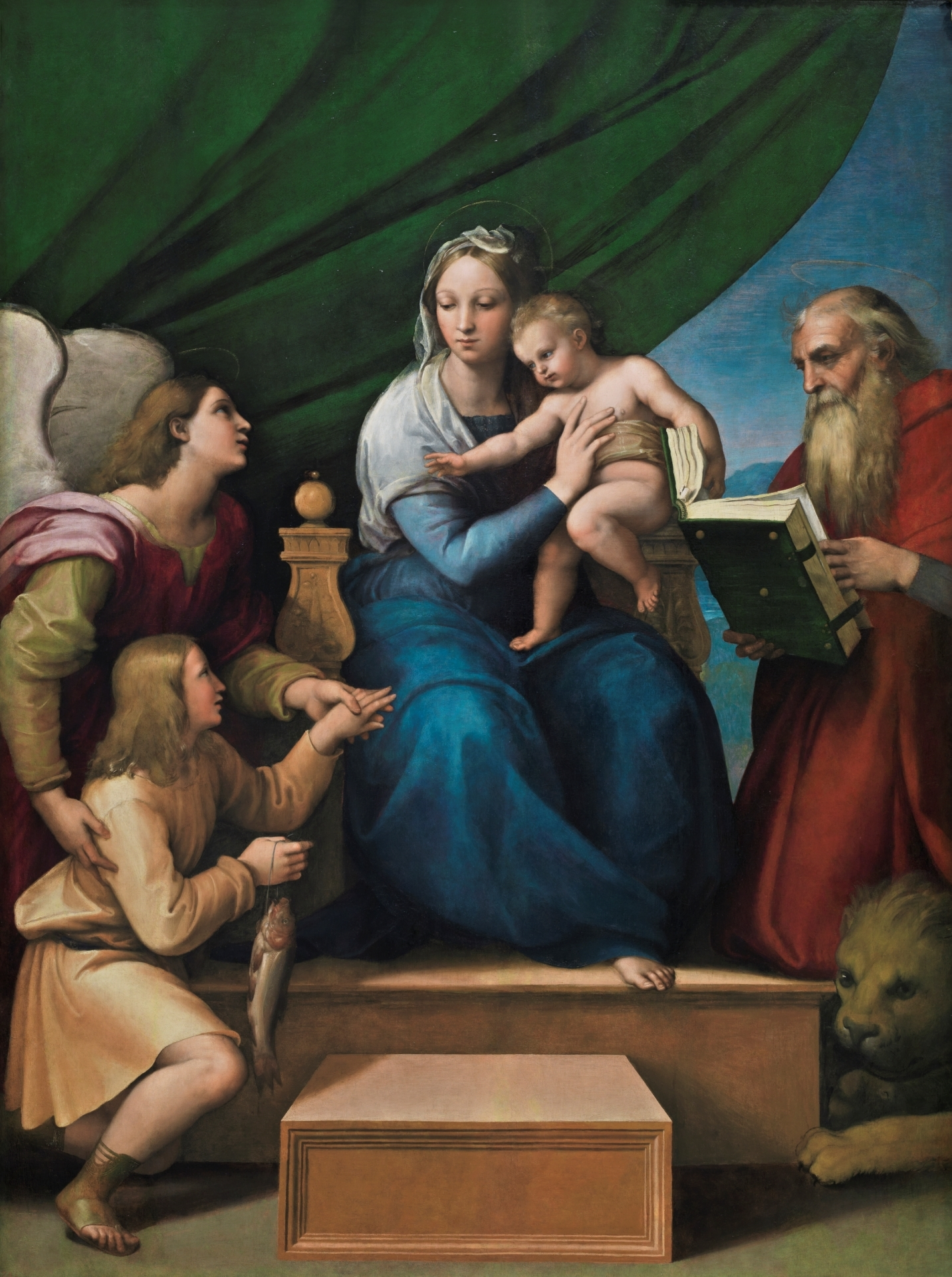
Mare de Déu del peix

Els projectes al Vaticà l'ocupaven la major part del temps, però tot i així va pintar alguns retrats, incloent-hi els dels seus mecenes, els papes Juli II i Lleó X, el primer dels quals és considerat com un dels seus millors retrats. Altres retrats van ser els dels seus amics, com ara Castiglione, o de personatges del cercle immediat dels papes. Altres governants pressionaven amb encàrrecs, i a Francesc I de França li van ser trameses dues pintures com a present diplomàtic del papat. Per a Agostino Chigi, l'immensament ric banquer i tresorer del papa, va pintar la Galatea, va dissenyar frescos decoratius per a la seua Vil·la Farnesina i pintà dues capelles a les esglésies de Santa Maria della Pace i Santa Maria del Popolo. També va dissenyar part de la decoració de la Vil·la Madama, però l'obra d'ambdues vil·les va ser feta pel seu taller.
Un dels encàrrecs papals més importants van ser els anomenats Cartrons de Rafael (actualment al Victoria and Albert Museum), una sèrie de 10 cartrons per a tapissos, dels quals han sobreviscut 7, i que representen escenes de les vides de sant Pau i sant Pere, per a la capella Sixtina. Els cartrons van ser tramesos a Brussel·les per ser teixits al taller de Pier van Aelst. És possible que Rafael veiés la sèrie completa acabada abans de la seua mort —probablement van ser acabats l'any 1520. També va dissenyar i va pintar la loggia del Vaticà, una galeria llarga i estreta llavors oberta a un pati a un costat i decorada amb l'estil grotesc típic de Roma. Va pintar també certs retaules importants, com per exemple l'Èxtasi de santa Cecília i la Madonna Sixtina. La seua última obra, en la qual va estar treballant fins a la mort, va ser una gran Transfiguració, que en companyia d'Il Spasimo mostra la direcció que havia pres el seu art a les acaballes de la seua vida: més protobarroc que manierista.

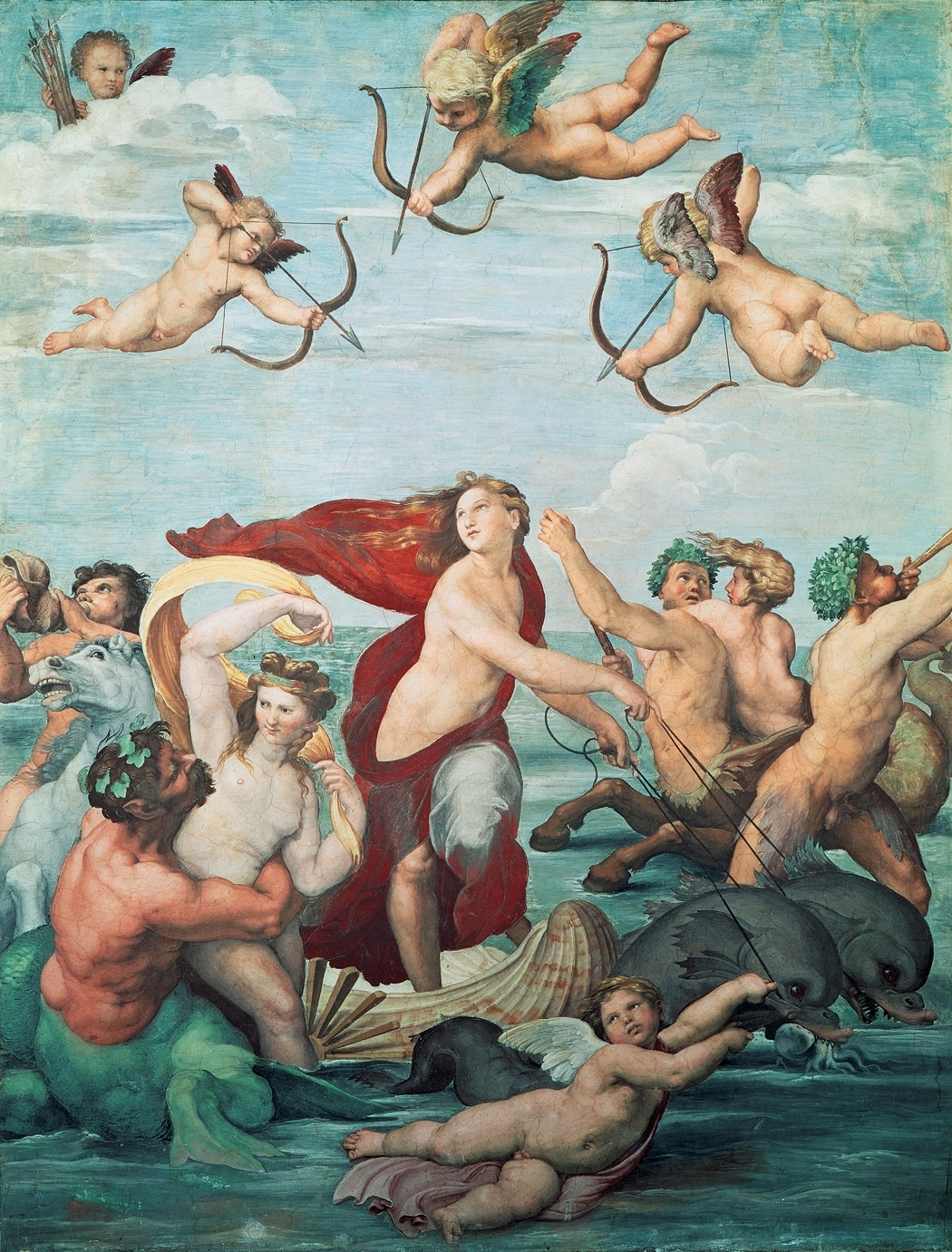
Galatea,1512, la seua principal obra de tema mitològic, per a la Vil·la Chigi
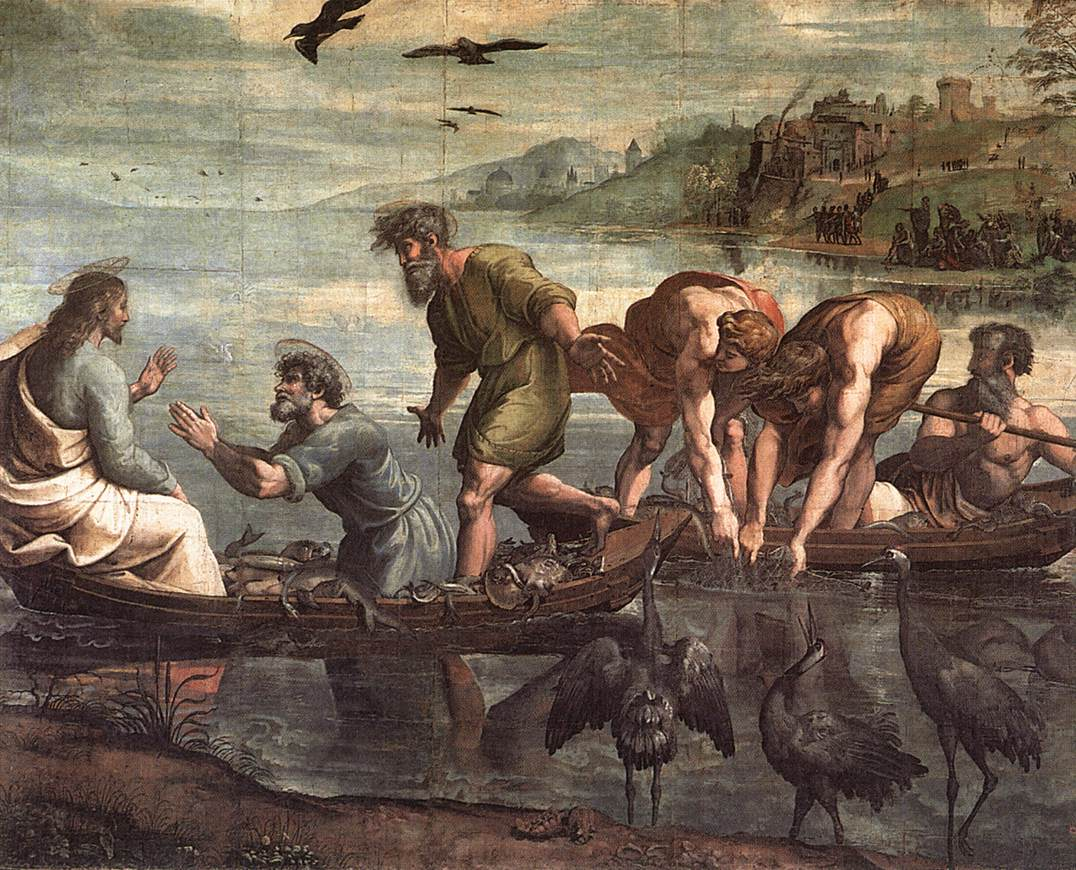
La pesca miraculosa, 1515, un dels set Cartrons de Rafael supervivents
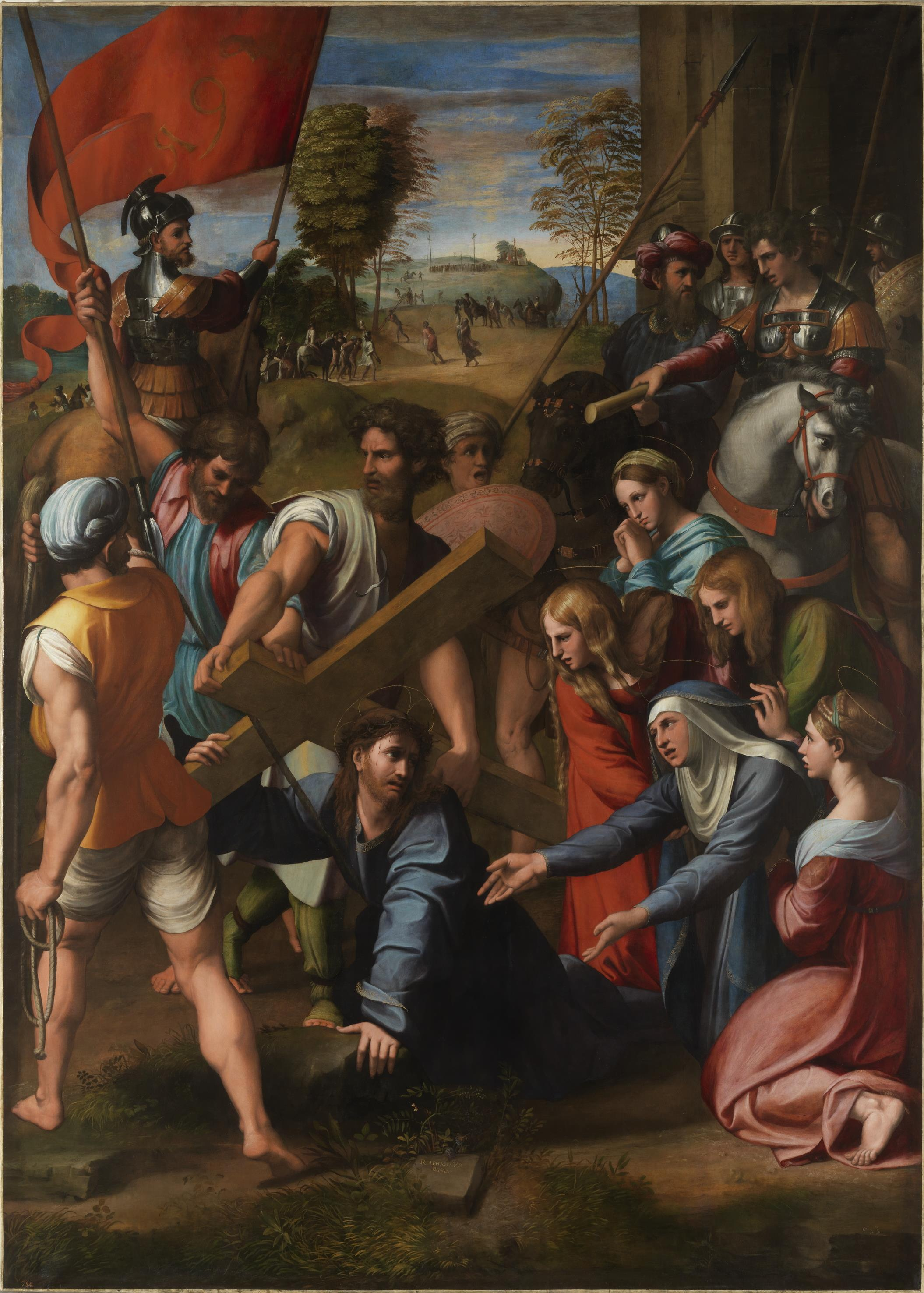
Il Spasimo 1517, palesa un nou grau d'expressivitat del seu art
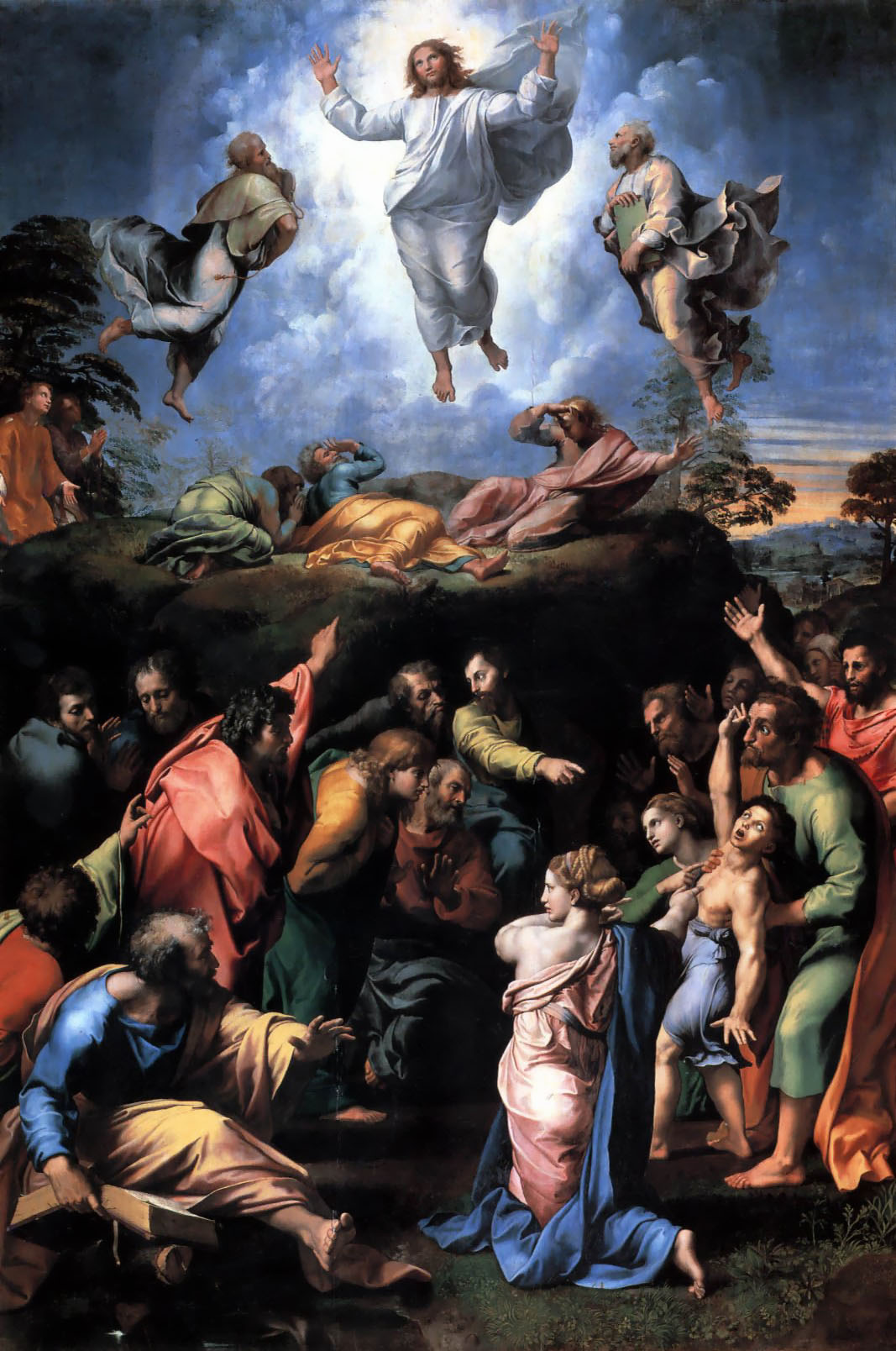
La Transfiguració, 1520, inacabada a la seua mort

## Taller
Vasari diu que Rafael va arribar a tenir un taller amb cinquanta pupils i ajudants, molts dels quals arribarien a ser després importants artistes pel seu propi dret. Va ser, doncs, possiblement, el taller més gran aplegat sota el mestratge d'un únic gran mestre de la pintura, i molt més gran del que era habitual. Incloïa destacats pintors provinents d'altres regions d'Itàlia, que probablement treballaven amb els seus propis equips com a subcontractistes, així com aprenents i obrers. Hi ha poca informació sobre l'organització interna del taller i del taller en si, a banda de les mateixes obres d'art, sovint difícils d'atribuir a la intervenció d'un artista concret.
Els membres més destacats del taller van ser Giulio Romano, jove deixeble d'origen romà (només tenia al voltant de vint-i-un anys a la mort de Rafael), i Gianfrancesco Penni, ja considerat un mestre, d'origen florentí. Van quedar-se molts dibuixos i altres possessions de Rafael, i en certa manera van continuar l'activitat del taller després de la mort de Rafael. Penni no va atènyer el mateix nivell de reputació personal que Giulio, i després de la mort de Rafael va ocupar el lloc d'ajudant de Giulio Romano durant la major part de la seua carrera. Perino del Vaga, ja un mestre, i Polidoro da Caravaggio, que suposadament va ascendir a la posició de pintor des de l'ocupació humil de mosso de transport de materials per als obrers, també arribarien a ser importants pintors. Maturino da Firenze, com en el cas de Penni, va ser eclipsat per la fama del seu company Polidoro. Giovanni da Udine gaudia d'un estatus més independent, i va ser responsable de la decoració en estuc i dels grotescs que envoltaven els principals frescos. La major part dels artistes es van dispersar, i alguns en van tenir una mort violenta arran del saqueig de Roma (1527). Això va contribuir a difondre l'estil de Rafael arreu d'Itàlia i més enllà.
Vasari dona molta importància al fet que Rafael va aconseguir un eficient i harmoniós taller, i que va manifestar molta habilitat en la resolució dels conflictes i disputes entre els clients i els seus ajudants —un evident contrast amb la tempestuosa relació de Miquel Àngel amb tots dos col·lectius. Tot i que Penni com Giulio eren molt destres, i que això complica, encara hui dia, la tasca de distingir les parts executades per ells o pel mateix Rafael, no hi ha dubte que moltes de les últimes obres murals de Rafael, i probablement algunes de les seues obres de cavallet, destaquen més pel dibuix que per l'execució. No obstant això, molts dels seus retrats, si es troben en bones condicions, palesen la brillant tècnica d'execució que Rafael va atènyer al final de la seua vida.
Altres deixebles i ajudants de Rafael van ser Raffaellino del Colle, Andrea Sabbatini, Bartolommeo Ramenghi, Pellegrino Aretusi, Vincenzo Tamagni, Battista Dossi, Tommaso Vincidor, Timoteo Viti (pintor d'Urbino), així com l'escultor i arquitecte Lorenzetto (cunyat de Giulio Romano). Els gravadors i arquitectes del cercle de Rafael es tracten més endavant. S'ha dit que el flamenc Bernard van Orley va treballar durant un temps per a Rafael, i que Luca Penni, germà de Gianfrancesco, potser va ser membre del taller.

### Retrats
Va fer diversos retrats en què mostrà una gran mesura, gràcia i harmonia, n'és exemple el de Baltasar de Castiglioni. Les Madonne amb els bambini plenes de bellesa i elegància van ser un tema recurrent. En la Santa Cena, va donar un gran protagonisme a la figura dels apòstols.

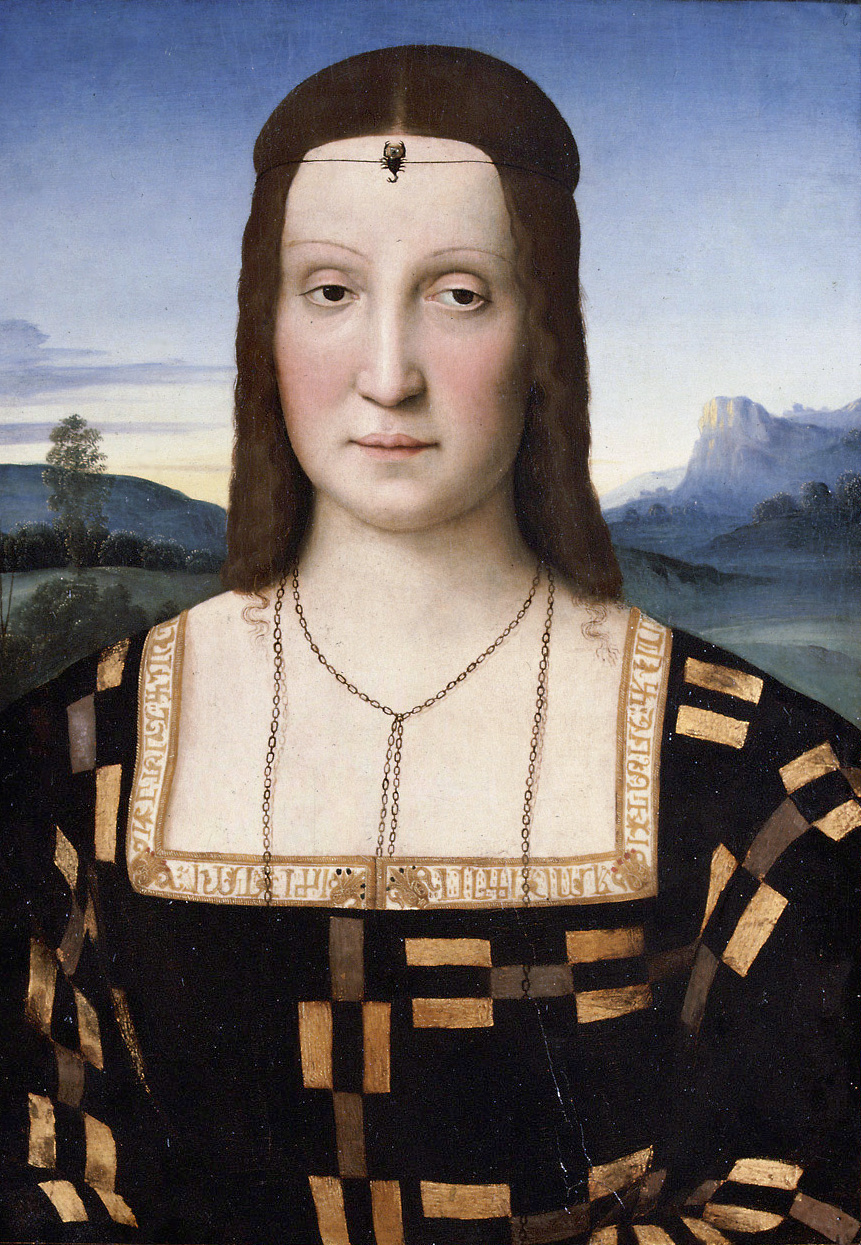
Retrat d'Elisabetta Gonzaga, ca. 1504
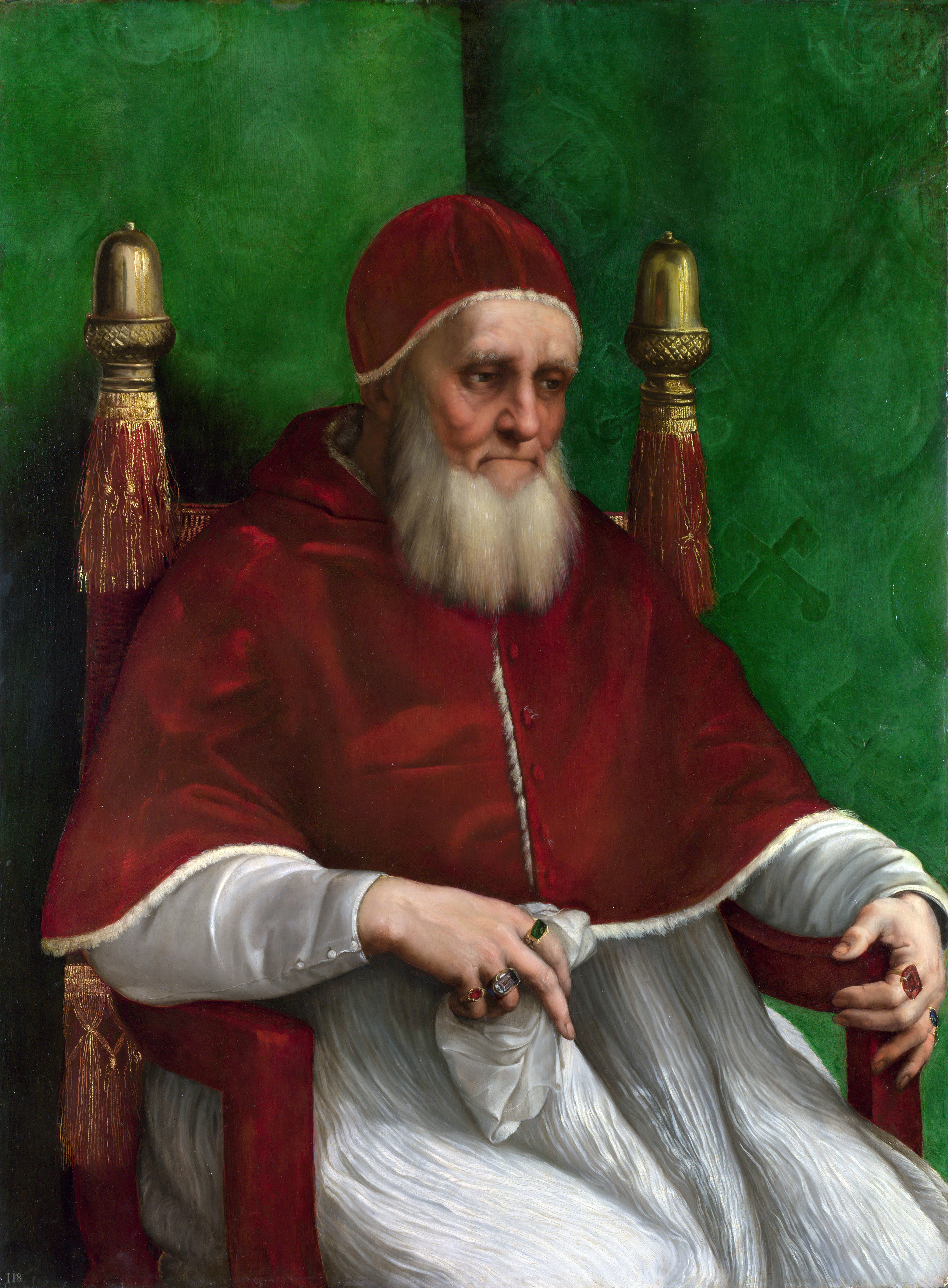
Retrat del papa Juli II, ca. 1512
Retrat de Bindo Altoviti, ca. 1514
Retrat de Baldassare Castiglione, ca. 1515.

## Arquitectura
Després de la mort de Bramante, l'any 1514, va ser nomenat arquitecte en cap de la basílica de Sant Pere. La major part de les obres que hi va realitzar han estat ensorrades o modificades després de la seua mort i arran de l'acceptació dels dissenys de Miquel Àngel, però en sobreviuen uns pocs dibuixos. Per l'anàlisi d'aquests, sembla que si s'hagués dut a terme el temple hauria resultat bastant més fosc, amb grossos pilars al llarg de tota la nau, «com un carreró» segons una anàlisi crítica pòstuma d'Antonio da Sangallo el Jove. Potser s'haguera assemblat al temple que apareix al fons de L'expulsió d'Heliodor del Temple.

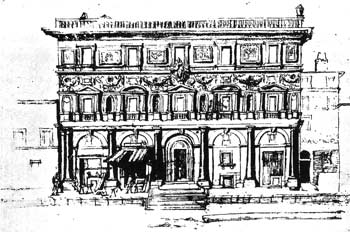
El Palazzo Aquila, hui dia desaparegut

Va dissenyar un cert nombre d'altres edificis, i durant un curt temps se'l considerà l'arquitecte més important de Roma i el preferit del cercle social del papa. Juli havia fet canvis en la disposició urbanística de la ciutat, creant diverses vies públiques, les quals volia farcides d'esplèndids palaus.
Un important edifici, el palazzo Aquila del camarlenc de Lleó X, va ser completament ensorrat per fer lloc a la plaça dissenyada per Bernini davant de Sant Pere, però se n'han conservat dibuixos de la façana i del pati. La façana gaudia d'una bigarrada decoració, inusual per a l'època, incloent-hi tant panells pintats en el pis superior (de tres) com profusió d'escultures al pis intermedi.
El disseny bàsic de la vil·la Farnesina no va ser de Rafael, però ell hi dissenyà i pintà la capella Chigi per al propietari, Agostino Chigi, tresorer del papa. Altre edifici, per al doctor del papa Lleó, el palazzo di Jacobo da Brescia, va ser traslladat en la dècada del 1930, però sobreviu; va ser dissenyat com a complement d'un palau del mateix carrer, obra de Bramante, on el mateix Rafael va residir durant un temps.

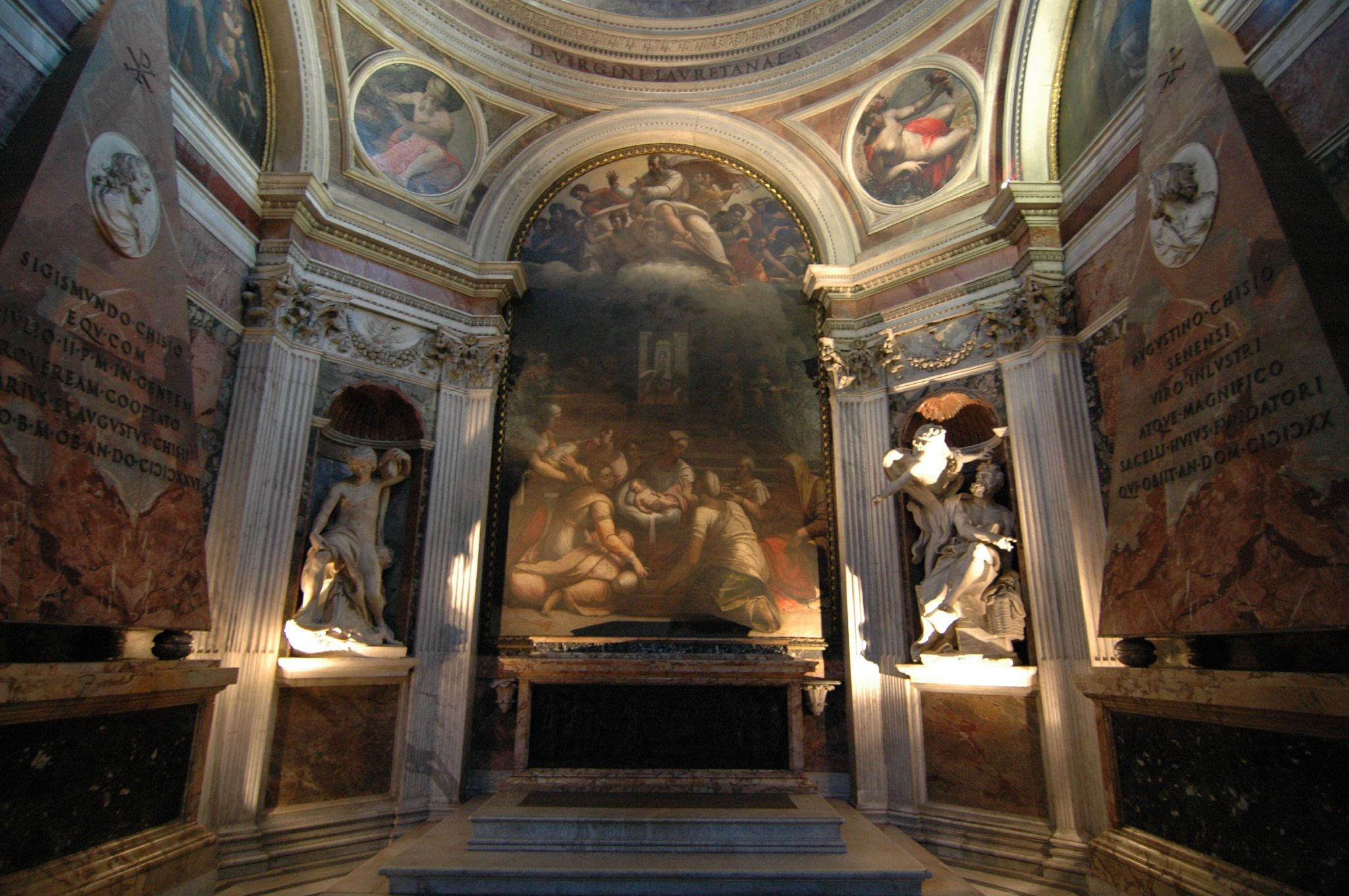
Vista de la capella Chigi

La vil·la Madama, una esplèndida residència d'esplai del cardenal Giulio de Mèdici, posteriorment papa Climent VII, no va ser mai acabada i els seus plànols complets han de ser interpretats per entendre el seu propòsit. Va fer un disseny a partir del qual van ser fets els plànols constructius per Antonio da Sangallo el Jove. Tot i que va quedar incompleta, era la vil·la més sofisticada dissenyada fins al moment a Itàlia, i va influir de manera important en els dissenys posteriors d'aquest tipus d'edifici; sembla que va ser l'únic edifici modern de Roma del qual Palladio va fer un dibuix mesurat.
Només resten els plànols de la planta baixa d'un gran palau dissenyat per a ell mateix a la nova «Via Giulia», al Borgo, per al qual va estar acumulant el terreny en els seus darrers anys. Es trobava en una illa irregular prop del riu Tíber. Sembla que les façanes havien d'incloure un ordre gegant de pilastres elevant-se almenys dues plantes fins a l'alçada completa de la planta noble, «un estil grandiloqüent sense precedents en un palau de caràcter privat».
L'any 1515, li van ser atorgats poders com a «prefecte» sobre totes les antiguitats que es pogueren desenterrar a la ciutat o fins a una milla al voltant. Rafael va escriure una carta al papa Lleó suggerint mesures per a impedir la destrucció dels monuments antics, i va proposar una inspecció visual de la ciutat per a registrar les antiguitats de manera organitzada. L'opinió del papa, però, era diferent; volia continuar reutilitzant les antigues fàbriques per a la construcció de Sant Pere, però volia que totes les inscripcions antigues quedaren documentades, així com conservar les escultures, abans de donar permís per a l'ús de la pedra.

## Dibuixos

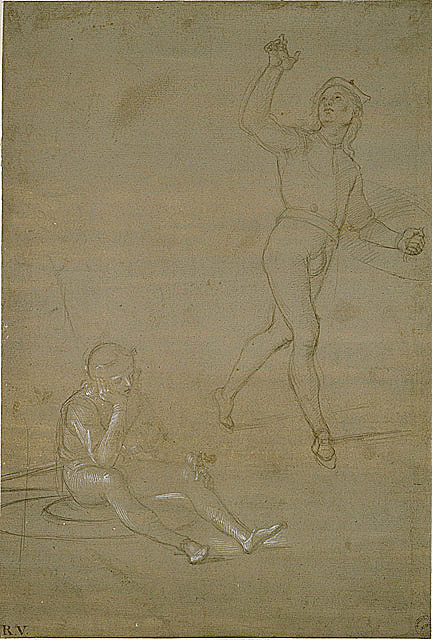
Estudi per als soldats de la Resurrecció de Crist, ca 1500

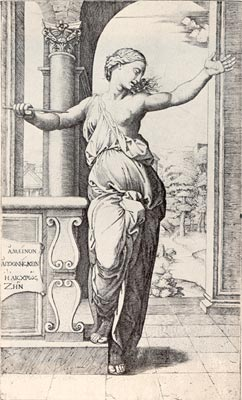
Lucrècia, gravat de Raimondi sobre un dibuix de Rafael

Rafael va ser un dels més fins dibuixants en la història de l'art occidental, i va usar àmpliament el dibuix per a planejar les seues composicions. Segons Armerini, gairebé contemporani de Rafael, quan aquest començava a planejar una composició estenia a terra un gran nombre de dibuixos que conservava arxivats, i començava ràpidament a dibuixar, emprant figures d'ací i d'allà. Han sobreviscut uns quaranta esbossos de la Disputa de les Estances —i probablement n'hi va haver més— entre els quatre-cents fulls que han sobreviscut en total. Feia molts dibuixos per perfilar les postures i les composicions, aparentment en quantitat superior a la majoria d'altres pintors, a jutjar per la gran quantitat de variants que n'ha sobreviscut: «…Així és com el mateix Rafael, que tenia tanta riquesa inventiva, solia treballar, sempre partint de quatre o sis maneres diferents d'exposar l'escena, cadascuna d'aquestes diferent de la resta, i totes plenes de gràcia i finor», va escriure un altre autor després de la seua mort. Per a John Shearman, l'art de Rafael marca «un desplaçament dels recursos des de la producció vers la investigació i el desenvolupament».
Quan estava satisfet amb una composició, sovint la traslladava a cartó a escala real, que posteriorment era perforat amb un punxó deixant foradets per on deixava passar un poc de sutja, de manera que quedaven línies en la superfície final com a guia. També va fer un ús exhaustiu i poc habitual, tant en paper com en guix, d'una «agulla cega», marcant línies que deixaven només una fenedura, però cap marca. Aquestes poden ser vistes al mur de L'escola d'Atenes i als originals de molts dibuixos. Els Cartons de Rafael, com a dissenys per a tapissos que eren, van ser completament acolorits amb pintura al tremp, i van ser enviats a Brussel·les per ser teixits.
En les darreres obres pintades pel taller, els dibuixos són sovint molt millors que la pintura. La major part dels dibuixos de Rafael són bastant detallats —fins i tot, els esbossos inicials amb figures nues estan acuradament fets, i els posteriors dibuixos de preparació tenen un alt nivell d'acabat, amb ombrejats i, de vegades, zones il·luminades en blanc. Mancaven de la llibertat i l'energia d'alguns dels esbossos de Leonardo o de Miquel Àngel, però sempre són molt satisfactoris des del punt de vista estètic. Va ser un dels últims artistes a utilitzar de manera habitual el llapis metàl·lic, tot i que també va saber fer un superb ús de la tècnica més lliure del carbó roig o negre. En els seus darrers anys, va ser un dels primers artistes a usar models femenins per a dibuixos preparatoris —cal dir que els pupils mascles («garzoni») eren utilitzats habitualment per a estudis d'ambdós sexes.

## Gravats
Rafael no va fer directament els gravats, sinó que buscà la col·laboració de Marcantonio Raimondi per produir-ne a partir dels seus dibuixos, col·laboració que va donar lloc a molts dels més famosos gravats italians del segle i que va marcar l'evolució d'aquesta art. Aquest interès pels gravats no és habitual entre els grans mestres; dels seus contemporanis, només Ticià, que havia treballat molt menys satisfactòriament amb Raimondi, va compartir-lo. Se'n van fer al voltant de cinquanta gravats; algunes còpies de pintures de Rafael, però d'altres aparentment sobre dissenys originals per ser gravats. Rafael hi feia dibuixos preparatoris, alguns dels quals han sobreviscut, perquè Raimondi els traslladara al gravat.
Els gravats originals més famosos sorgits d'aquesta col·laboració van ser Lucrècia, el Judici de Paris i La massacre dels Innocents (del qual van ser gravades dues versions pràcticament idèntiques). Entre els gravats basats en pintures, cal destacar com a més difosos El Parnàs (amb diferències considerables respecte de l'original) i Galatea. Fora d'Itàlia, els gravats de Raimondi i d'altres van ser la principal via de divulgació de l'art de Rafael fins al segle xx. Baviero Carocci, anomenat per Vasari «Il Baviera», un ajudant a qui Rafael confiava els seus diners, va quedar-se en possessió de moltes de les planxes després de la mort de Rafael, i va reeixir en la nova ocupació d'editor de gravats.

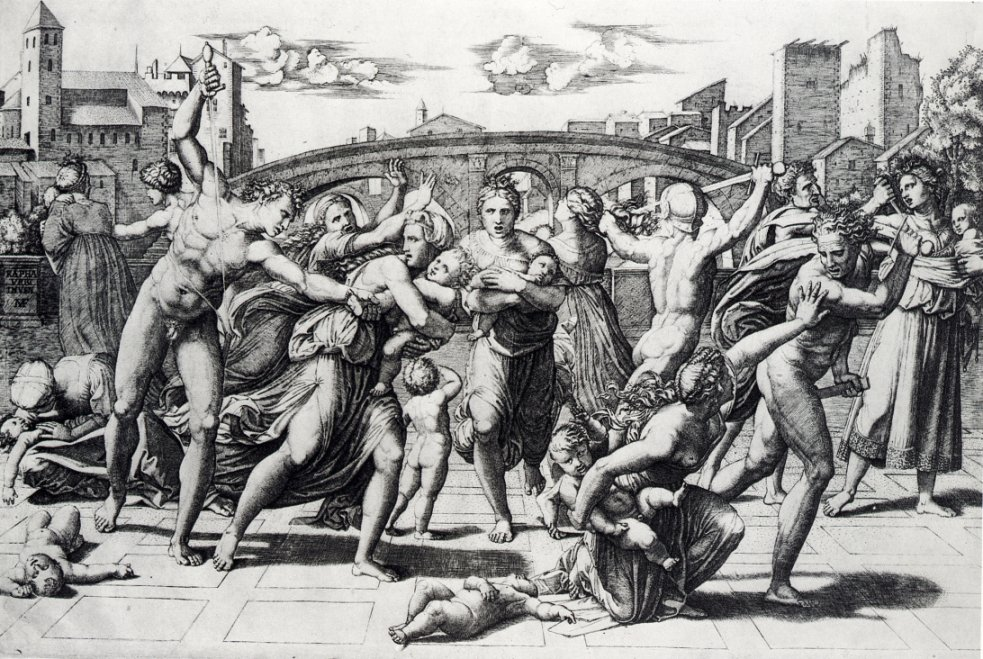
La massacre dels Innocents, gravat de (?) Raimondi sobre una obra de Rafael
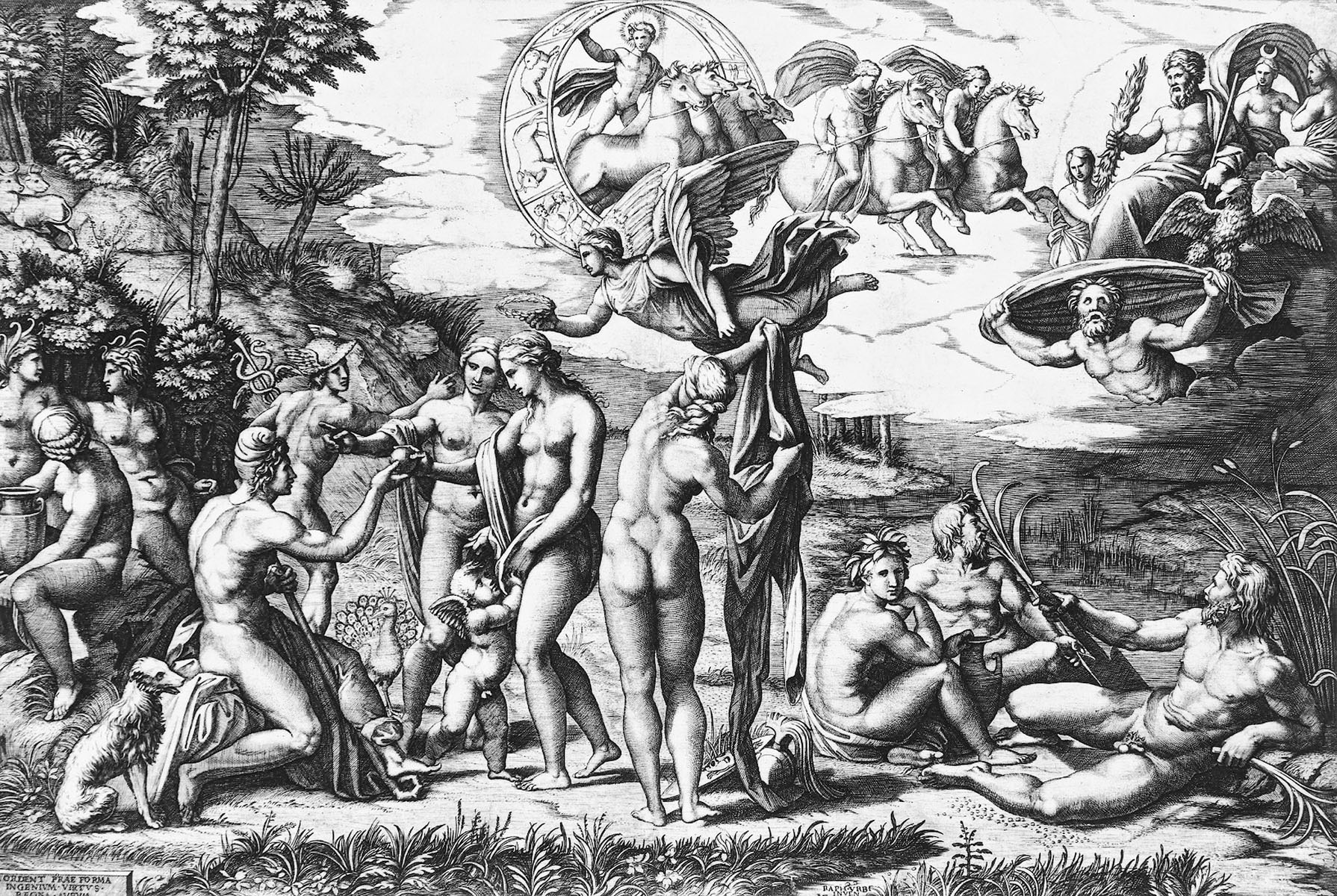
Judici de Paris, que va arribar a influir sobre Manet, el qual va emprar la disposició del grup assegut en la seua famosa obra El dinar campestre
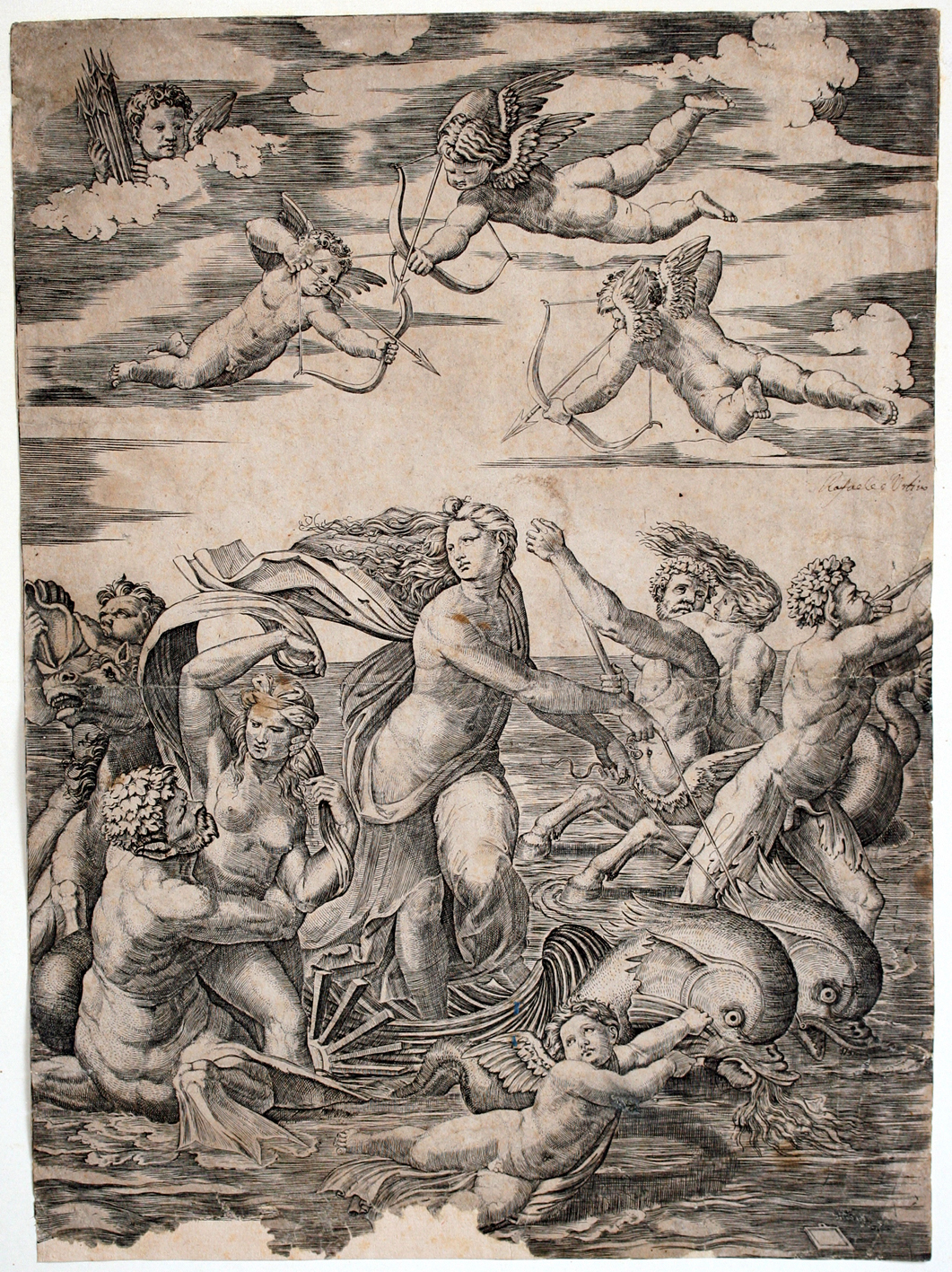
"Galatea", gravat basat en el fresc de la vil·la Farnesina

## Vida privada i mort

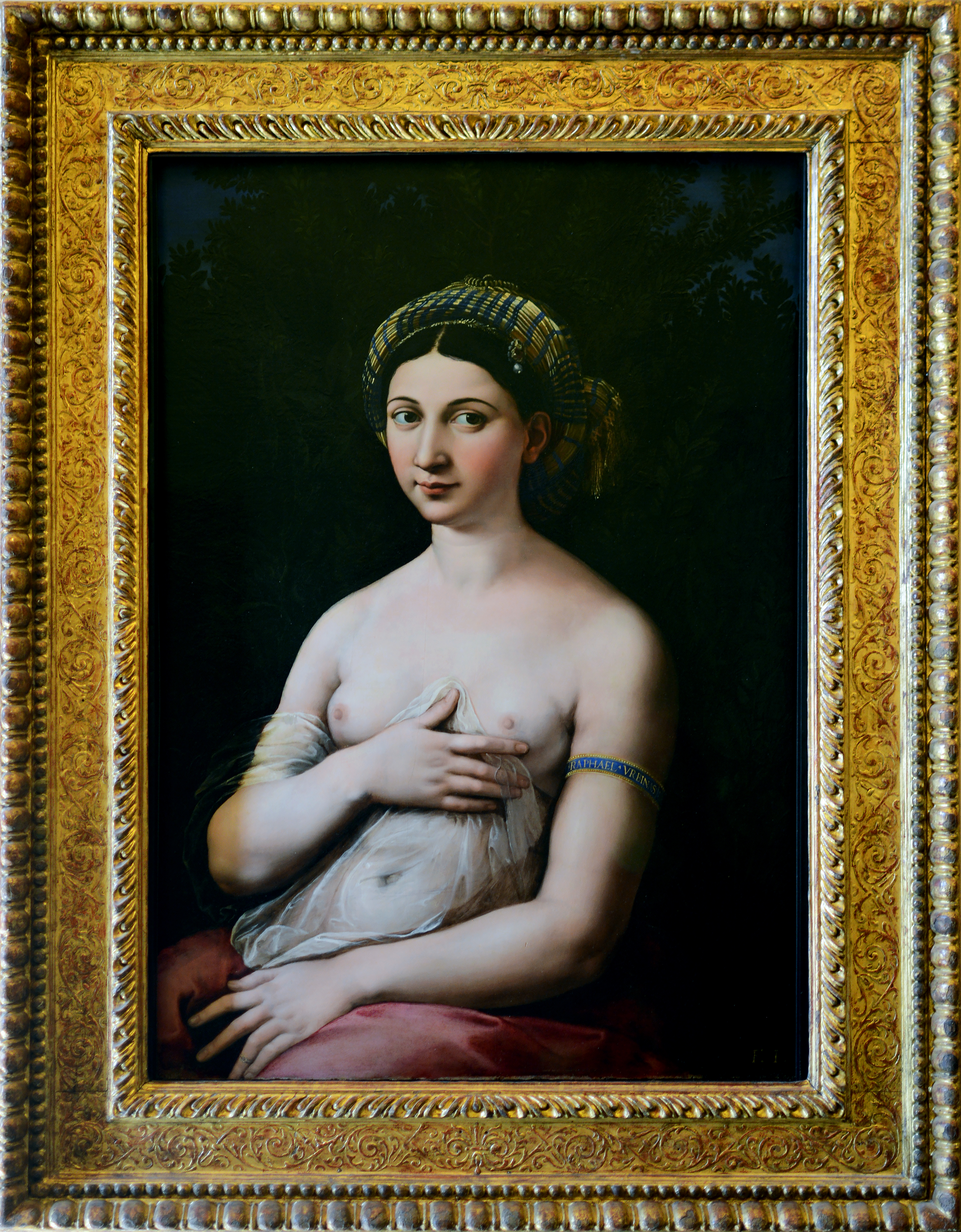
La Fornarina, amant de Rafael.

Rafael vivia al Borgo, amb bastant luxe i en un palau dissenyat per Bramante. Mai no es va casar, però l'any 1514 es va comprometre amb Maria Bibbiena, neboda del cardenal Mèdici del mateix nom. Sembla que el seu amic el cardenal va forçar el compromís, i que la falta d'entusiasme de Rafael no va fer possible les esposalles abans de la seua mort, l'any 1520. S'ha dit que va tenir diverses relacions amoroses, però mentre va viure a Roma va gaudir d'una relació permanent amb Margherita Luti, «La Fornarina», dita així per ser filla d'un forner (fornaro), d'origen senès, anomenat Francesco Luti, que vivia a la via del Governo Vecchio.
Va ser nomenat Valet de chambre del papa Lleó X, cosa que li donava un cert estatus a la cort i uns ingressos addicionals, així com cavaller de l'orde papal de l'Esperó Daurat. Vasari afirma que va cobejar la porpra cardenalícia, potser arran d'algunes esperances deixades caure pel papa Lleó, cosa que també podria explicar l'endarreriment del seu casament.
Segons Vasari, la prematura mort de Rafael un Divendres Sant (6 d'abril del 1520) (possiblement, el dia del seu 37è aniversari) va ser a causa d'una nit de pràctica excessiva de sexe amb la Luti, després de la qual va agafar unes febres; i en no confessar-ne als doctors la veritable causa no li va ser administrada la cura correcta, la qual cosa li va causar la mort.
Fos quina fos la causa, en l'agudització de la seua malaltia, que durà quinze dies, Rafael va poder rebre l'extremunció i va posar les seues coses en ordre. Va dictar el seu testament, mitjançant el qual va deixar prou diners per a la manutenció de la seua amant, confiats al seu lleial servent Baviera, i va deixar la major part del contingut del seu taller a Giulio Romano i a Penni. Complint la seua sol·licitud, va ser enterrat al panteó de Roma.
Vasari, en la seua biografia de Rafael, diu que també havia nascut en Divendres Sant, que l'any 1483 va caure el 28 de març. Això vol dir que si Rafael efectivament va nàixer i va morir en Divendres Sant, en realitat, no va morir el dia del seu aniversari, perquè el Divendres Sant del 1520 caigué el 6 d'abril.
El seu funeral va ser grandiós i hi va assistir una gran gentada. La inscripció al seu sarcòfag de marbre, un apariat elegíac escrit per Pietro Bembo, diu: «Ille hic est Raffael, timuit quo sospite vinci, rerum magna parens et moriente mori», que vol dir: «Ací jau aquell famós Rafael del qual la Natura va témer ser-ne conquerida mentre ell va viure, i quan va morir, va creure morir ensems».

## Influència

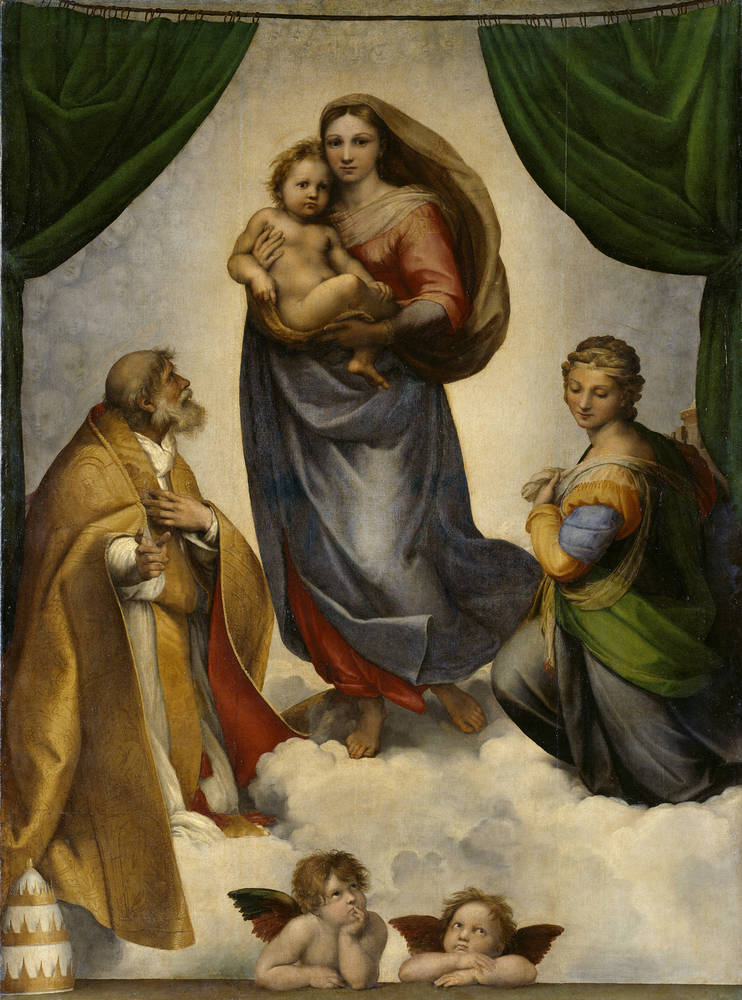
Madonna Sixtina 1513-14

Rafael va gaudir de l'admiració dels seus contemporanis, tot i que la seua influència en el desenvolupament de l'art al seu segle va ser menor que la de Miquel Àngel. El manierisme, que començà més o menys en el temps de la seua mort, i el barroc posterior, van portar l'art «en una direcció completament oposada» a les qualitats rafaelianes; «amb la mort de Rafael, l'art clàssic —l'alt Renaixement— es va enfonsar», segons manifesta Walter Friedländer. Aviat va ser considerat com a model ideal per a aquells que detestaven els excessos del manierisme:
"L'opinió... generalment mantinguda a mitjan segle xvi era que Rafael representava el pintor idealment equilibrat, universal en el seu talent, complet en tots els sentits, i respectuós amb totes les regles que suposadament havien de governar les arts, mentre que Miquel Àngel era el geni excèntric, més brillant que altres artistes en el seu camp particular, el dibuix del nu masculí, però desequilibrat i mancat de certes qualitats, com ara la gràcia i la contenció, essencials per a un gran artista. Els qui, com ara Dolce i Pietro Aretino, que sostenien aquest punt de vista, van ser generalment els supervivents de l'humanisme reinaixentista, incapaços de donar suport a Miquel Àngel per la seua deriva manierista."
 El mateix Vasari, tot i que Miquel Àngel era el seu predilecte, va considerar-ne la influència com a perjudicial en molts sentits, i va afegir certs paràgrafs a la segona edició de Les vides dels més excel·lents pintors, escultors i arquitectes en aquest sentit.
Les composicions de Rafael han estat sempre admirades i estudiades, i han esdevingut una pedra de volta de l'art acadèmic. El període de major influència es va estendre des de les acaballes del segle xvii fins a la fi del segle xix, en què van ser molt admirats tant el seu perfecte equilibri com el seu decòrum. Va ser vist com el model perfecte de la pintura d'història, que al seu torn era considerada com la més elevada de la jerarquia de gèneres. Sir Joshua Reynolds, en els seus Discursos, va lloar la seua «simple, greu i majestuosa dignitat» i digué que «se situa com el principal dels primers [millors] pintors», especialment pels seus frescos (entre els quals incloïa els Cartons), mentre que «Miquel Àngel reclama el següent lloc. No va posseir tantes qualitats excel·lents com Rafael, però les que va posseir eren del més alt nivell». Fent-se eco de les opinions del segle xvi expressades adés, Reynolds acaba dient de Rafael:
| « | L'excel·lència d'aquest home extraordinari rau en el decòrum, bellesa i majestat dels seus personatges, la judiciosa organització de la seua composició, la correcció del dibuix, la puresa de gust i la talentosa adaptació de contribucions alienes als seus propis objectius. Ningú no el va superar en aquest judici, en saber unir la pròpia observació de la natura, l'energia de Miquel Àngel i la bellesa i simplicitat de l'art antic. No obstant això, cal respondre a la qüestió de qui mereix ocupar el primer rang, si Rafael o Miquel Àngel, i si el lloc l'ha de merèixer aquell amb majors qualitats per a l'art que qualsevol altre, no hi ha dubte que Rafael en seria el primer. Però si, segons Longí, allò sublim, considerat com la més elevada obra que l'ésser humà pot aconseguir, compensa abundantment l'absència de qualsevol altra bellesa i neutralitza qualsevol altra deficiència, aleshores Miquel Àngel en demanaria la preeminència. | » |

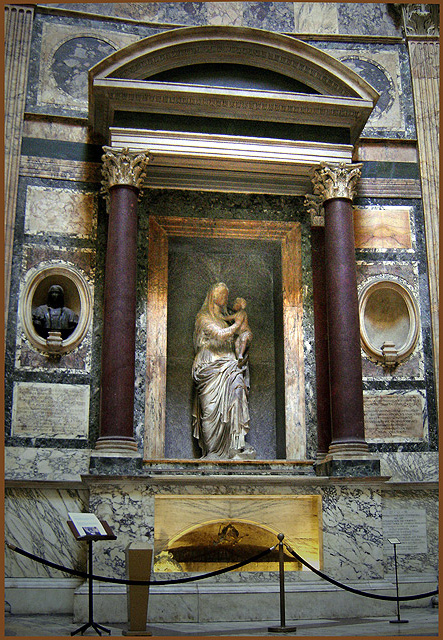
Tomba de Rafael i Maria Bibbiena al Panteó. La Mare de Déu és de Lorenzetto

Reynolds mostrava menys entusiasme per les pintures de cavallet de Rafael, però la lleugera sentimentalitat que desprenen les va fer molt populars durant el segle xix: «Ens hem acostumat a aquestes des de la infantesa, mitjançant un enorme nombre de reproduccions, mai no assolit per cap altre artista...», va escriure Wölfflin, que havia nascut l'any 1862, de les maresdedéu de Rafael.
A Anglaterra, al segle xix, la Germandat prerafaelita va reaccionar explícitament en contra de la seua influència (i també en contra de la dels seus admiradors, com ara «Sir Sploshua»), a la recerca d'un retorn vers els estils anteriors a la seua «nefasta» influència. Segons John Ruskin:
| « | La maledicció de les arts a Europa va venir d'aquesta cambra [la Stanza della Segnatura], provocada en gran part per les grans qualitats de l'home que havia marcat l'inici del declivi. La perfecció de l'execució i la bellesa formal característiques de la seua obra i de la dels seus contemporanis van fer de l'acabat de l'execució i la bellesa de la forma l'objecte clau de tots els artistes; i des de llavors l'execució va ser considerada més important que la idea, i la bellesa més important que la veritat. I com us deia, aquestes són les dues causes secundàries del declivi de l'art; i la primera d'aquestes és la pèrdua del propòsit moral. Cal expressar-les clarament. En l'art medieval, la idea és l'element principal, l'execució va en segon lloc; en l'art modern, l'execució és l'element més important, i la idea el segon. I novament, en l'art medieval, la veritat és l'element més important, la bellesa va en segon lloc; en l'art modern, la bellesa és l'element principal, i la veritat el segon. Els principis medievals van fer ascendir l'art vers Rafael, i els principis moderns el van fer descendir des d'ell. | » |

Encara al segle xx va ser considerat per crítics com Bernard Berenson com el «més famós i més estimat mestre de l'alt Renaixement», però tot indica que en aquest segle va ser superat en estima per Miquel Àngel i Leonardo.

## Selecció d'obres
- Mare de Déu de Foligno.
- Mare de Déu del gran duc.
- El papa Juli II.
- Dona amb vel.
- La dama de l'unicorn, Young Woman with Unicorn.
- Mare de Déu de la cadernera.